# Liste der Biografien/Oli
Liste der Biografien |
Portal Biografien |
Personensuche
# |
A |
B |
C |
D |
E |
F |
G |
H |
I |
J |
K |
L |
M |
N |
O |
P |
Q |
R |
S |
T |
U |
V |
W |
X |
Y |
Z |
?
 
Oa |
Ob |
Oc |
Od |
Oe |
Of |
Og |
Oh |
Oi |
Oj |
Ok |
Ol |
Om |
On |
Oo |
Op |
Oq |
Or |
Os |
Ot |
Ou |
Ov |
Ow |
Ox |
Oy |
Oz
 
Ola |
Olb |
Olc |
Old |
Ole |
Olf |
Olg |
Olh |
Oli |
Olj |
Olk |
Oll |
Olm |
Oln |
Olo |
Olp |
Olr |
Ols |
Olt |
Olu |
Olv |
Olw |
Oly |
Olz
Die Liste der Biografien führt alle Personen auf, die in der deutschsprachigen Wikipedia einen Artikel haben. Dieses ist eine Teilliste mit 614 Einträgen von Personen, deren Namen mit den Buchstaben „Oli“ beginnt.

## Oli
- Óli Björn Kárason (* 1960), isländischer Politiker (Unabhängigkeitspartei)
- Oli, Khadga Prasad (* 1952), nepalesischer Politiker

### Olia
- Oliach, Joseph Eciru (* 1970), ugandischer Geistlicher, römisch-katholischer Bischof von Soroti
- Olias, Lotar (1913–1990), deutscher Komponist und Textdichter

### Olib
- Oliba Cabreta († 990), Graf von Cerdanya, Conflent und Besalú aus dem Haus Barcelona
- Oliba de Besalú (971–1046), Graf von Berga, Abt verschiedener Benediktinerklöster und Bischof von Vic
- Oliba I. von Carcassonne († 837), Graf von Grafschaft Carcassonne
- Oliberius, Heinz (1937–2001), deutscher Bildhauer
- Olibet, Edith (* 1952), Schweizer Politikerin (SP)
- Olibrius, spätantiker römischer Toreut

### Olic
- Olić, Ivica (* 1979), kroatischer Fußballspieler und -trainerIvica Olić (* 1979)

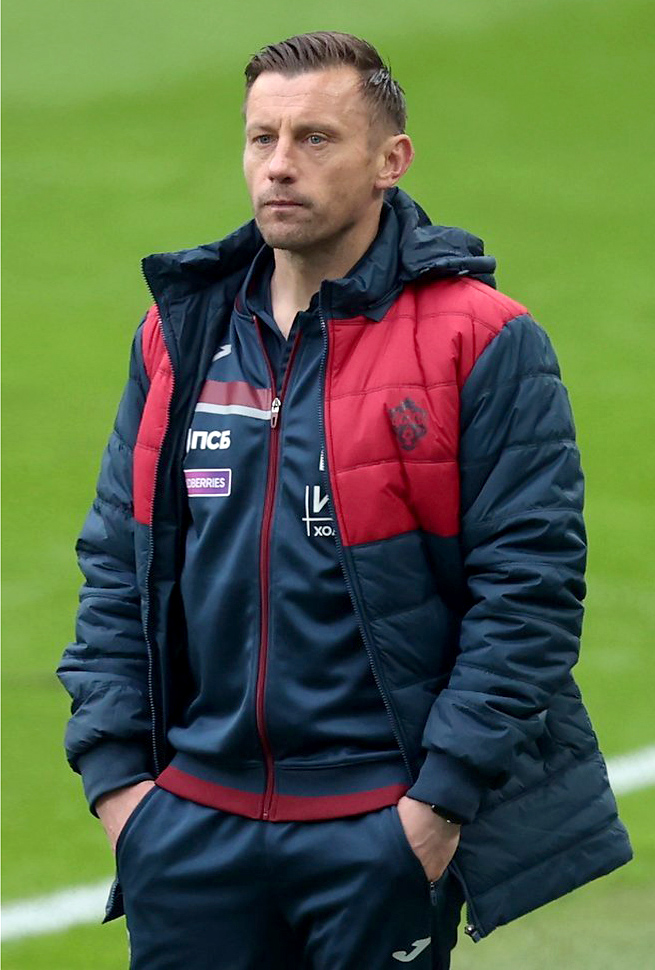
Ivica Olić (* 1979)

### Olid
- Olid, Bel (* 1977), katalanische Autorin
- Olid, Cristóbal de (1487–1524), spanischer Abenteurer, Konquistador und Rebell

### Olie
- Olie, Jacob (1834–1905), niederländischer Zimmermann, Architekt, Lehrer für technisches Zeichnen und Amateur-Fotograf
- Olie, Karl (1915–1987), deutscher Glas- und Kunstmaler
- Oliech, Dennis (* 1985), kenianischer Fußballspieler
- Oliech, Kévin (1986–2020), kenianischer Fußballspieler
- Oliel, Yshai (* 2000), israelischer Tennisspieler
- Olieman, Michael (* 1983), niederländischer Volleyballspieler
- Olier, Jean-Jacques (1608–1657), französischer katholischer Geistlicher und Ordensgründer
- Oliere, Orlann (* 1991), französische Leichtathletin
- Olieslagers, Jan (1883–1942), belgischer Pilot

### Olig
- Oliger, Livarius (1875–1951), deutscher Franziskaner, Gelehrter und Historiker seines Ordens
- Oligmüller, Kurt (1922–1983), deutscher Schauspieler
- Oligschläger, Franz Wilhelm (1809–1877), deutscher Regionalhistoriker, Archivar, Botaniker und Apotheker
- Oligui Nguema, Brice, gabunischer Brigadegeneral

### Olih
- Oliha, Etinosa (* 1998), italienischer Berufsboxer im Mittelgewicht

### Olij
- Olij, Jan (1920–1996), niederländischer Boxer und Kollaborateur
- Olij, Nick (* 1995), niederländischer Fußballtorhüter
- Olij, Sam (1900–1975), niederländischer Boxer und Kollaborateur
- Olijars, Staņislavs (* 1979), lettischer Hürdenläufer
- Olijnyk, Borys (1935–2017), ukrainischer Dichter, Übersetzer
- Olijnyk, Denys (* 1987), ukrainischer Fußballspieler
- Olijnyk, Olha (1925–2001), russische Mathematikerin und Hochschullehrer
- Olijnyk, Pawlo (* 1989), ukrainischer Ringer
- Olijnyk, Rune (* 1968), norwegischer Skispringer
- Olijnyk, Wjatscheslaw (* 1966), sowjetischer und ukrainischer Ringer
- Olijnykowa, Oleksandra (* 2001), kroatisch-ukrainischee Tennisspielerin

### Olim
- Olimb, Ken André (* 1989), norwegischer Eishockeyspieler
- Olimb, Mathis (* 1986), norwegischer Eishockeyspieler
- Olimjon, Hamid (1909–1944), usbekischer Dichter
- Olimjonova, Sabrina (* 2006), usbekische Tennisspielerin
- Olimpa, Kévin (* 1988), französischer Fußballtorhüter, Nationalspieler für Martinique
- Olimstad, Emilie (* 2000), norwegische Volleyball- und Beachvolleyballspielerin
- Olimstad, Markus (* 1994), norwegischer Snowboarder

### Olin
- Olin, Abram B. (1808–1879), US-amerikanischer Jurist und Politiker
- Olin, Bob (1908–1956), US-amerikanischer Boxer
- Olin, Elisabeth (1740–1828), schwedische Opernsängerin (Sopran)
- Olin, Gideon (1743–1823), US-amerikanischer Politiker
- Olin, Henry (1768–1837), US-amerikanischer Politiker
- Olin, Jannica, schwedische Schauspielerin und Filmschaffende
- Olin, Jean († 1972), französischer Maler und Dekorateur
- Olin, Jim (1920–2006), US-amerikanischer Politiker
- Olin, Johan (1883–1928), finnischer Ringer
- Olin, Kalevi (1945–2023), finnischer Sportwissenschaftler, Parlamentarier und Sportfunktionär
- Olin, Ken (* 1954), US-amerikanischer Schauspieler, Filmregisseur und Filmproduzent
- Olin, Lena (* 1955), schwedische SchauspielerinLena Olin (* 1955)

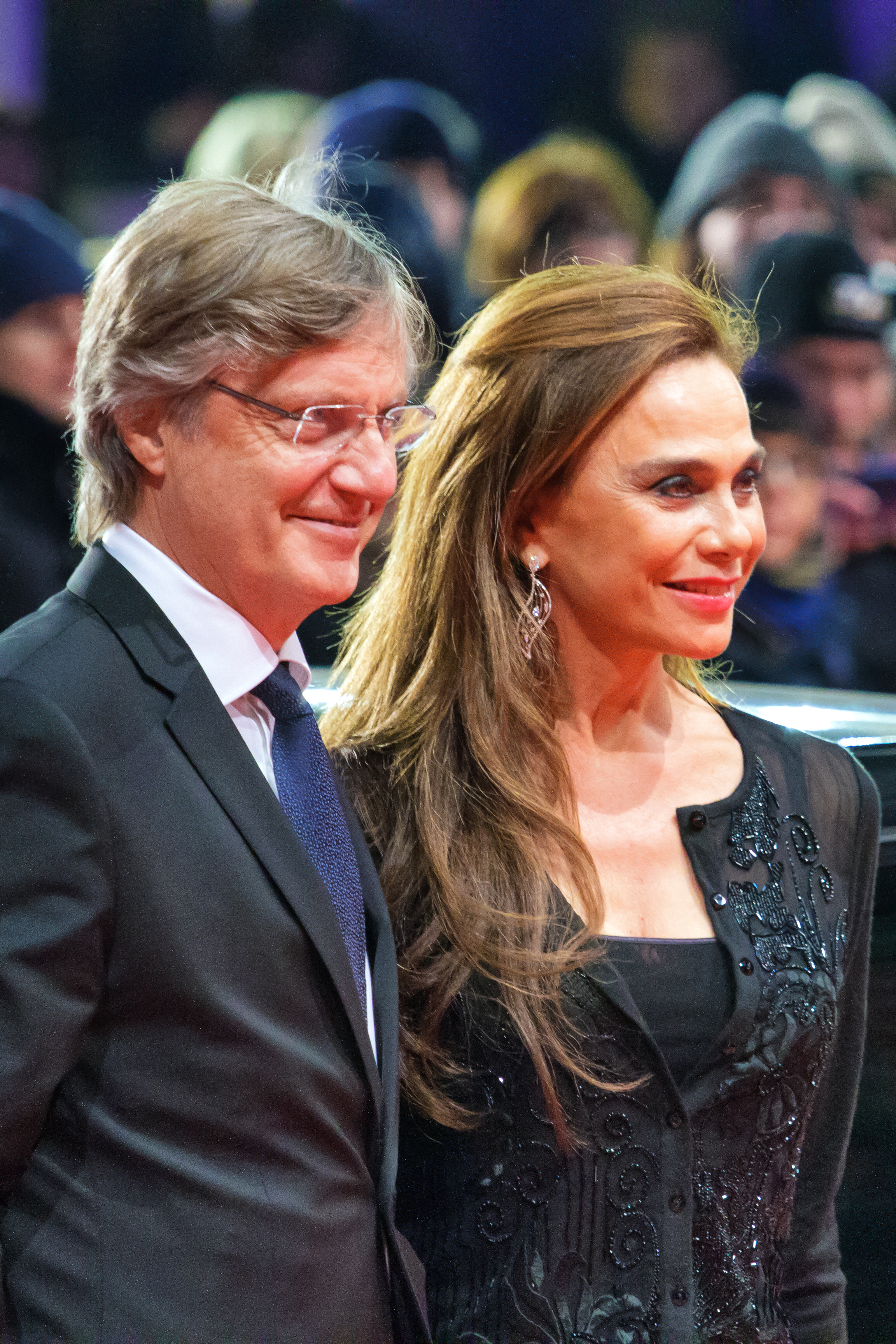
Lena Olin (* 1955)

- Olin, Nelly (1941–2017), französische Politikerin
- Olin, Ralf (1925–2007), kanadischer Eisschnellläufer
- Olin, Stig (1920–2008), schwedischer Schauspieler
- Olin, Tom, US-amerikanischer Jazzmusiker (Holzblasinstrumente)
- Ólína Guðbjörg Viðarsdóttir (* 1982), isländische Fußballspielerin
- Ólína Kjerúlf Þorvarðardóttir (* 1958), isländische Politikerin (Allianz)
- Olinde, Louis (* 1998), deutscher BasketballspielerLouis Olinde (* 1998)

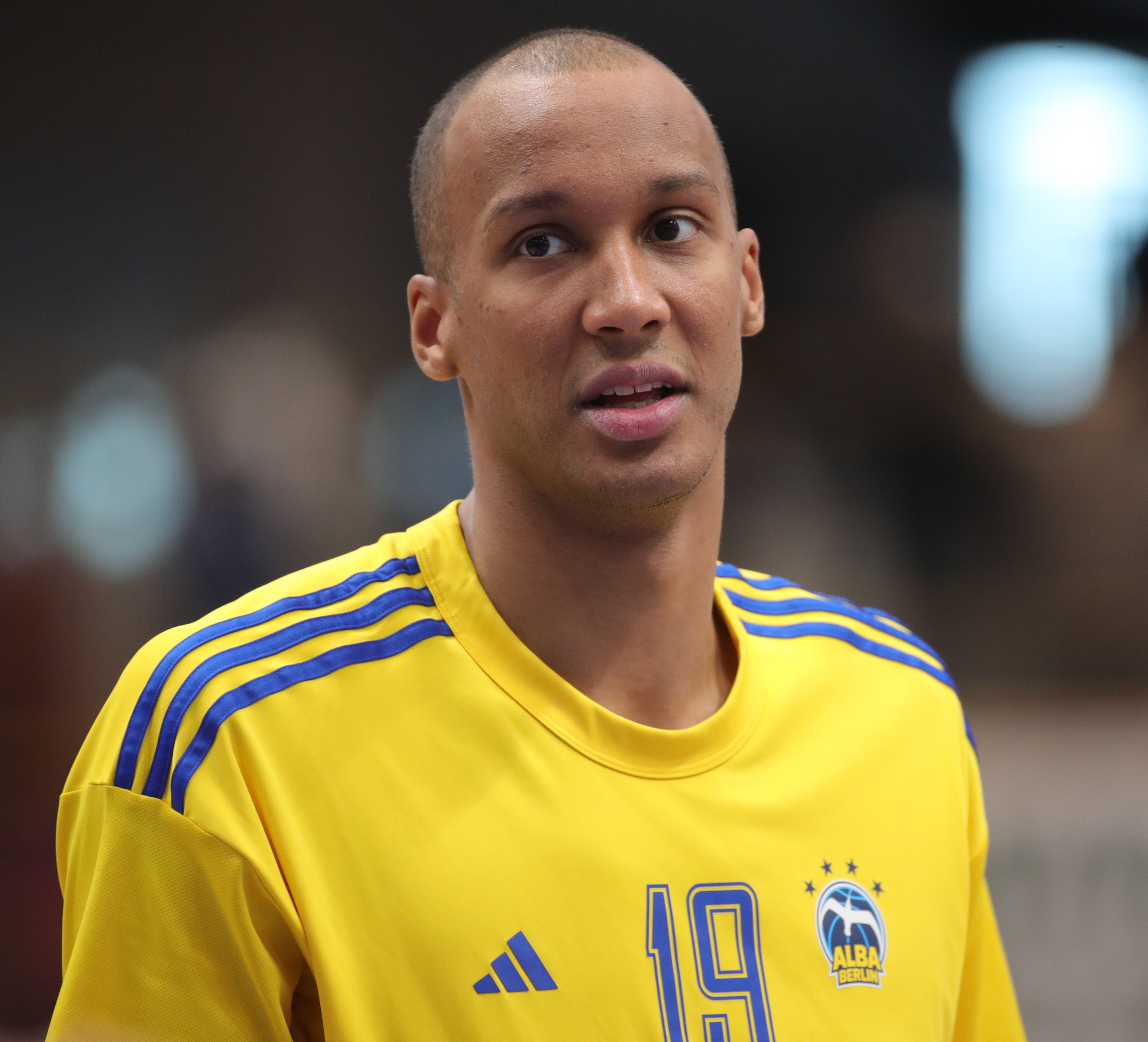
Louis Olinde (* 1998)

- Olinde, Wilbert (* 1955), deutscher Basketballspieler
- Olinescu, Mălina (1974–2011), rumänische Sängerin
- Öling, Ria (* 1994), finnische Fußballspielerin
- Olinga, Fabrice (* 1996), kamerunischer Fußballspieler
- Olinger, Ralph (1924–2006), Schweizer Skirennfahrer
- Olinka, Madame, Filmvorführerin
- O’Linn, Sid (1927–2016), südafrikanischer Cricketspieler
- Olinto, Angela V. (* 1961), US-amerikanische Astronomin

### Olip
- Olip, Maria (1913–1943), slowenische Widerstandskämpferin
- Olip, Thomas (1913–1943), österreichischer Widerstandskämpfer
- Oliphant, Evan (* 1982), schottischer Radrennfahrer
- Oliphant, Herman (1884–1939), US-amerikanischer Rechtsphilosoph
- Oliphant, John, 2. Lord Oliphant († 1516), schottischer Adliger
- Oliphant, Laurence (1829–1888), britischer Reiseschriftsteller, Diplomat und Okkultist
- Oliphant, Laurence, 1. Lord Oliphant († 1499), schottischer Adliger
- Oliphant, Margaret (1828–1897), schottische Schriftstellerin
- Oliphant, Mark (1901–2000), australischer Physiker und Politiker
- Oliphant, Pat (* 1935), politischer Karikaturist
- Oliphant, Robert (* 1956), kanadischer Politiker und Kleriker

### Olis
- Olisadebe, Emmanuel (* 1978), polnischer Fußballspieler
- Olisarenko, Anatoli Wladimirowitsch (1936–1984), sowjetischer Radrennfahrer
- Olisarenko, Nadija (1953–2017), ukrainisch-sowjetische Mittelstreckenläuferin
- Olisarenko, Serhij (1954–2024), sowjetischer Hindernis- und Langstreckenläufer
- Olisberg, Paul (* 1895), russlanddeutscher römisch-katholischer Geistlicher und Märtyrer
- Olischar, Elisabeth (* 1988), österreichische Politikerin (ÖVP), Landtagsabgeordnete und Gemeinderätin
- Olischer, Rose-Marie (1925–2006), deutsche Neurologin und Hochschullehrerin
- Olischewska, Julija (* 1989), ukrainische Leichtathletin
- Olise, Michael (* 2001), französisch-englischer FußballspielerMichael Olise (* 2001)

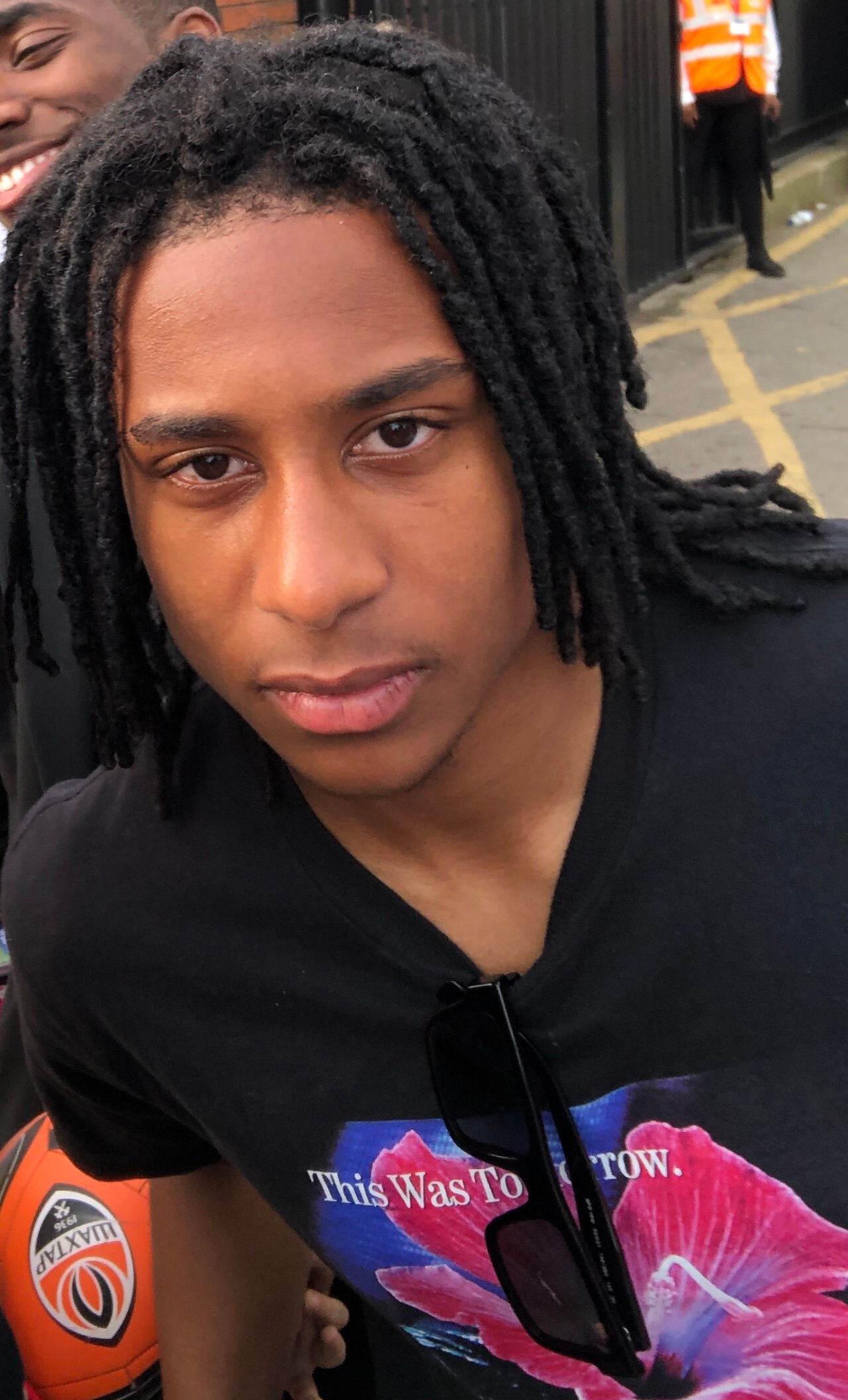
Michael Olise (* 2001)

- Oliseh, Sekou (* 1990), liberianisch-nigerianischer Fußballspieler
- Oliseh, Sunday (* 1974), nigerianischer Fußballspieler
- Olislagers, Marisa (* 2000), niederländische Fußballspielerin
- Olisleger, Heinrich Bars genannt (1500–1575), Rat und Kanzler des Herzogtums Kleve

### Olit
- Olitski, Jules (1922–2007), US-amerikanischer Maler und Bildhauer
- Olitzka, Rosa (1873–1949), deutsche Opernsängerin (Kontra-Alt)
- Olitzsch, Benjamin († 1682), kursächsischer Bergbeamter und Leiter einer Expedition sächsischer Bergleute nach Ostindien

### Oliu
- Oliú, Luis, uruguayischer Politiker

### Oliv

#### Oliva
- Oliva Castillo, Carlos Alberto (* 1974), mutmaßlicher mexikanischer Verbrecher
- Oliva Nogueira, José (1873–1945), argentinischer Lyriker, Dramatiker und Journalist
- Oliva von Brescia, Jungfrau, Märtyrin, Heilige
- Oliva von Palermo († 463), Jungfrau, Märtyrin, Heilige
- Oliva, Alexander Theodor von († 1767), Bürgermeister der Reichsstadt Aachen
- Oliva, Andrés (1948–2023), spanischer Radrennfahrer
- Oliva, Criss (1963–1993), US-amerikanischer Musiker
- Oliva, Evaristo (* 1945), guatemaltekischer Radrennfahrer
- Oliva, Fernando Nicolás (* 1971), argentinischer Fußballspieler
- Oliva, Francesco (* 1951), italienischer Geistlicher, römisch-katholischer Bischof von Locri-Gerace
- Oliva, Franz (1839–1879), österreichischer Gutsbesitzer und Politiker, Landtagsabgeordneter
- Oliva, Georgina (* 1990), spanische Hockeyspielerin
- Oliva, Giovanni (1689–1757), italienischer Altertumsforscher und Bibliograf
- Oliva, Giovanni Paolo (1600–1681), Generaloberer der Societas Jesu (Jesuitenorden)
- Oliva, Jon (* 1960), US-amerikanischer MusikerJon Oliva (* 1960)

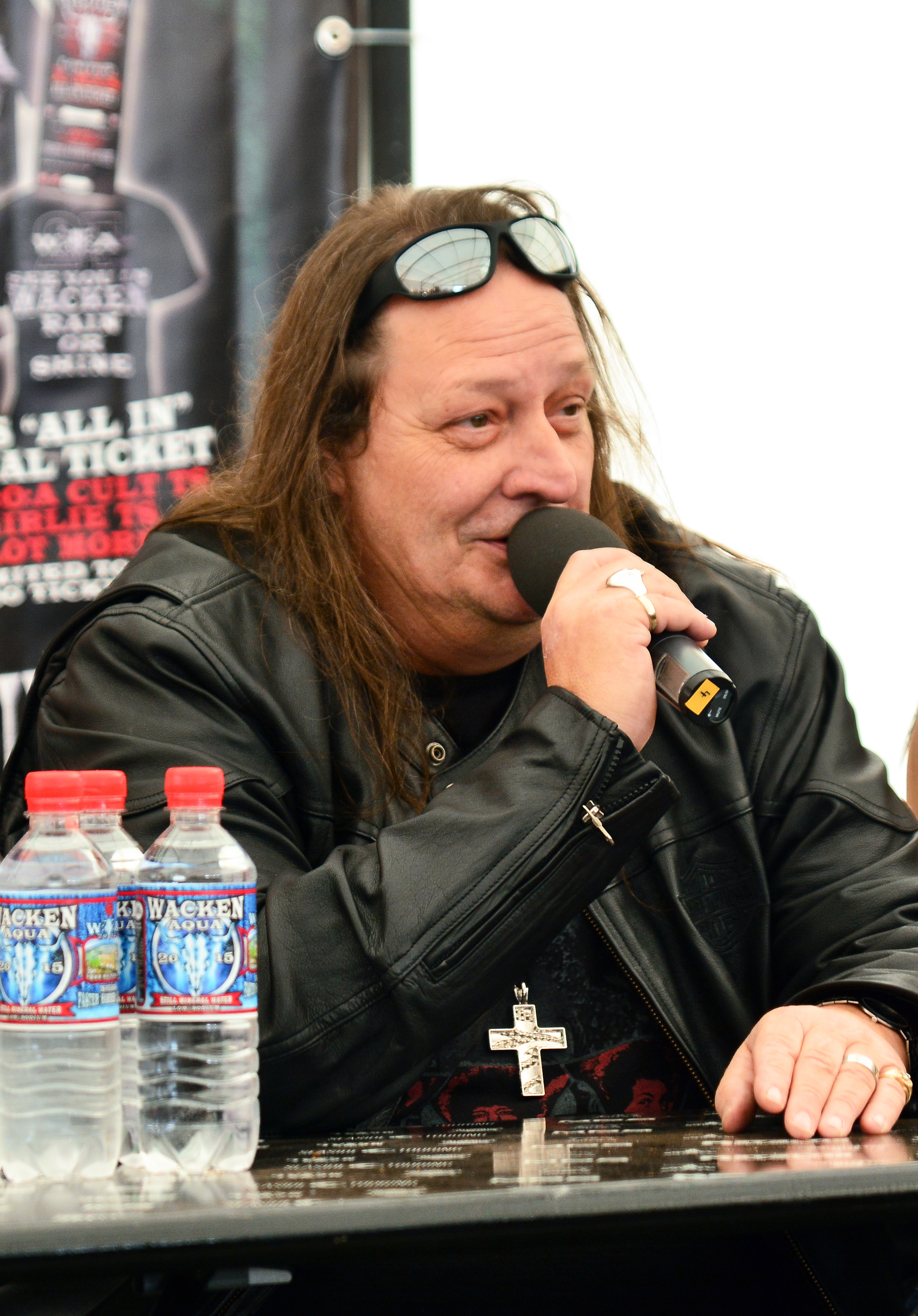
Jon Oliva (* 1960)

- Oliva, Jordi (1959–2014), spanischer Hockeyspieler
- Oliva, Lewis (* 1992), walisischer Bahnradsportler
- Oliva, Luis (1908–2009), argentinischer Leichtathlet
- Oliva, Martin von (1738–1816), Bürgermeister der Reichsstadt Aachen
- Oliva, Patrice (* 1974), französischer Komponist
- Oliva, Patrizio (* 1959), italienischer Boxer
- Oliva, Pavel (1923–2021), tschechischer Althistoriker und Holocaustüberlebender
- Oliva, Pepita de (1830–1871), spanische TänzerinPepita de Oliva (1830–1871)

Pepita de Oliva (1830–1871)

- Oliva, Reiner, deutschsprachiger Schlagzeuger und Sänger
- Oliva, Roc (* 1989), spanischer Hockeyspieler
- Oliva, Sergio (1941–2012), kubanisch-US-amerikanischer Gewichtheber und Bodybuilder
- Oliva, Stéphan (* 1959), französischer Jazz-Pianist
- Oliva, Viktor (1861–1928), tschechischer Maler und Graphiker des Jugendstils
- Oliva, Xavi (* 1976), spanischer Fußballtorhüter
- Oliva-Hagen, Hans (1922–1992), deutscher Drehbuchautor
- Olivar, Javier (* 1962), uruguayischer Leichtathlet
- Olivares Larrondo, José (1892–1960), baskischer Schriftsteller und Journalist
- Olivares, Adolfo (1940–2025), chilenischer Fußballspieler
- Olivares, Augusto (1930–1973), chilenischer Journalist
- Olivares, Daniel (* 1940), philippinischer Radrennfahrer
- Olivares, Davide (* 1971), italienischer Fußballspieler
- Olivares, Felipe (* 1905), mexikanischer Fußballspieler
- Olivares, Fito (1947–2023), mexikanischer Musiker
- Olivares, Jonathan (* 1981), amerikanischer Industriedesigner
- Olivares, Juan (* 1941), chilenischer Fußballspieler
- Olivares, Juan Manuel († 1797), venezolanischer Komponist
- Olivares, Luigi Maria (1873–1943), italienischer Ordensgeistlicher und römisch-katholischer Bischof
- Olivares, Manuel (1909–1976), spanischer Fußballspieler
- Olivares, Percy (* 1968), peruanischer Fußballspieler
- Olivares, Raúl (* 1988), chilenischer Fußballspieler
- Olivares, Rubén (* 1947), mexikanischer Boxer
- Olivares, Teo (* 1990), US-amerikanischer Schauspieler
- Olivares, Viviana (* 1994), chilenische Sprinterin
- Olivari, Achille (* 1894), italienischer Wasserballspieler
- Olivari, Luigi (1891–1917), italienischer Jagdflieger des Ersten Weltkriegs
- Olivari, Nicolás (1900–1966), argentinischer Schriftsteller
- Olivas, Andrés (* 1998), mexikanischer Leichtathlet
- Olivas, Isabella, US-amerikanische Schauspielerin, Musicaldarstellerin und Balletttänzerin
- Olivas, John Daniel (* 1966), US-amerikanischer Astronaut
- Olivas, Luis (* 2000), mexikanischer Fußballspieler

#### Olive
- Olive, Brigitte (* 1971), französische Fußballspielerin, -funktionärin und -trainerin
- Olive, David (1937–2012), britischer theoretischer Physiker
- Olive, Edgar William (1870–1971), US-amerikanischer Botaniker
- Olive, Edmund Abraham Cumberbatch (1844–1921), britisch-australischer Auktionator und Naturforscher
- Olive, Gloria (1923–2006), neuseeländische Mathematikerin und Hochschullehrerin
- Olivé, Joan (* 1984), spanischer Motorradrennfahrer
- Olive, Keith (* 1956), US-amerikanischer theoretischer Physiker
- Olive, Lindsay Shepherd (1917–1988), US-amerikanischer Mykologe
- Olivé, Núria (* 1968), spanische Hockeyspielerin
- Olive, Vivienne (* 1950), britisch-deutsche Komponistin

##### Olivec
- Olivecrona, Herbert (1891–1980), schwedischer Neurochirurg
- Olivecrona, Karl (1897–1980), schwedischer Jurist, Rechtsphilosoph und Hochschullehrer

##### Olivei
- Oliveira Alves, Carlos Eduardo de (* 1989), brasilianischer Fußballspieler
- Oliveira Azevedo, António Augusto de (* 1962), portugiesischer Geistlicher, römisch-katholischer Bischof von Vila Real
- Oliveira Cannabrava, Ivan (* 1941), brasilianischer Diplomat
- Oliveira Cézar de Costa, Ángela de (1860–1940), argentinische Friedensaktivistin
- Oliveira Costa, Gabriel Francisco de (* 1993), deutscher Futsal- und Fußballspieler brasilianer Abstammung
- Oliveira Costa, Hyuri Henrique de (* 1991), brasilianischer Fußballspieler
- Oliveira Dias, Márcio Paulo de (* 1938), brasilianischer Diplomat
- Oliveira dos Santos, Wallace (* 1994), brasilianischer Fußballspieler
- Oliveira Ferreira, Marcelo (* 1987), brasilianischer Fußballspieler
- Oliveira Galvão, José Pedro de (1840–1896), brasilianischer Militär und Politiker
- Oliveira Goulart, Célio de (1944–2018), brasilianischer Geistlicher, römisch-katholischer Bischof von São João del-Rei
- Oliveira Júnior, Paulo Roberto de (* 1977), brasilianischer Fußballspieler
- Oliveira Lima, Afonso de (1916–1994), brasilianischer Ordensgeistlicher, römisch-katholischer Bischof von Brejo
- Oliveira Lino, Jailton de (* 1965), brasilianischer Ordensgeistlicher, römisch-katholischer Bischof von Itabuna
- Oliveira Lopes, Manuel Antônio de (1861–1922), brasilianischer Geistlicher, römisch-katholischer Erzbischof von Maceió
- Oliveira Martins, Joaquim Pedro de (1845–1894), portugiesischer Schriftsteller, Historiker und Politiker
- Oliveira Matos Ferreira, João de (1879–1962), portugiesischer Geistlicher, römisch-katholischer Weihbischof in Guarda
- Oliveira Monteiro, Joel de (1904–1990), brasilianischer Fußballtorhüter
- Oliveira Monteiro, Wellington de (* 1978), brasilianischer Fußballspieler
- Oliveira Moraes, Jorge Marco de (* 1996), brasilianischer Fußballspieler
- Oliveira Moura, Weverson Leandro (* 1993), brasilianischer Fußballspieler
- Oliveira Pena, Rodolfo das Mercês de (1890–1975), brasilianischer Geistlicher, römisch-katholischer Bischof von Valença
- Oliveira Pereira, Eric de (* 1985), brasilianischer Fußballspieler
- Oliveira Santos, Guilherme (* 1988), brasilianischer Fußballspieler
- Oliveira Silva, Diego (* 1990), brasilianischer Fußballspieler
- Oliveira Soares Filho, Manoel de (* 1965), brasilianischer Geistlicher, römisch-katholischer Bischof von Palmeira dos Índios
- Oliveira Souza Júnior, Gilberto (* 1989), brasilianischer Fußballspieler
- Oliveira Souza, Cauly (* 1995), brasilianischer Fußballspieler
- Oliveira Valente, Maria Idalina de (* 1959), angolanische Politikerin und Hochschullehrerin
- Oliveira, Abrão (* 1973), osttimoresischer Politiker
- Oliveira, Adenis Roberto de (* 1974), brasilianischer römisch-katholischer Ordensgeistlicher, Weihbischof in Curitiba
- Oliveira, Adriano Correia de (1942–1982), portugiesischer Sänger und Komponist
- Oliveira, Agostinho (* 1947), portugiesischer Fußballspieler und -trainer
- Oliveira, Alessandro Andrade de (* 1973), brasilianischer Fußballspieler
- Oliveira, Ana Cristina de (* 1973), portugiesisch-US-amerikanische Schauspielerin
- Oliveira, Ana Isabel (* 1963), portugiesische Leichtathletin
- Oliveira, Ana Paula (* 1978), brasilianische Fußballschiedsrichterin
- Oliveira, Ana Paula de (* 1996), brasilianische Hochspringerin
- Oliveira, Antônio Carlos de (* 1948), brasilianischer Rechtsanwalt, Ökonom und Politiker
- Oliveira, Antônio Cláudio de Jesus (* 1973), brasilianischer Fußballspieler
- Oliveira, António Conceição da Silva (* 1961), portugiesischer Fußballspieler und -trainer
- Oliveira, António Correia de (1878–1960), portugiesischer Lyriker, Dramatiker und Journalist
- Oliveira, Antônio de (* 1874), brasilianischer Schriftsteller
- Oliveira, António Dias de (1804–1863), portugiesischer Politiker
- Oliveira, António Henriques Jesus (* 1958), portugiesischer Fußballspieler
- Oliveira, António José Conceição (* 1946), portugiesischer Fußballspieler, -trainer
- Oliveira, António Luís Alves Ribeiro (* 1952), portugiesischer Fußballspieler und -trainer
- Oliveira, Arolde de (1937–2020), brasilianischer Politiker, Militär, Hochschullehrer, Ingenieur und Unternehmer
- Oliveira, Camille de (* 2004), brasilianische Leichtathletin
- Oliveira, Camilo de (1924–2016), portugiesischer Volksschauspieler und Komiker
- Oliveira, Camilo Reijers de (* 1999), brasilianischer Fußballspieler
- Oliveira, Campos (1847–1911), mosambikanischer Schriftsteller
- Oliveira, Cândido de (1896–1958), portugiesischer Journalist, Fußballspieler und Fußballtrainer
- Oliveira, Carlos de (1921–1981), portugiesischer Schriftsteller und Übersetzer
- Oliveira, Carlos José de (* 1967), brasilianischer Geistlicher, römisch-katholischer Bischof von Apucarana
- Oliveira, Carmem de (* 1965), brasilianische Langstreckenläuferin
- Oliveira, Cássio José de Abreu (* 1980), brasilianischer Fußballspieler
- Oliveira, Claire de (* 1961), französische Übersetzerin und Literaturwissenschaftlerin
- Oliveira, Daniel (* 1985), brasilianischer Rallyefahrer
- Oliveira, Danilo (* 1995), brasilianischer Fußballspieler
- Oliveira, Domingos da Costa (1873–1957), portugiesischer General, Politiker und Ministerpräsident
- Oliveira, Domingos de, osttimoresischer Politiker
- Oliveira, Donizete Francisco de (* 1968), brasilianischer Fußballspieler
- Oliveira, Elias (* 2004), brasilianischer Sprinter
- Oliveira, Elias Fernandes de (* 1992), brasilianischer Fußballspieler
- Oliveira, Elisângela de (* 1983), brasilianische Leichtathletin
- Oliveira, Emanuel Messias de (* 1948), brasilianischer Geistlicher, römisch-katholischer Bischof von Caratinga
- Oliveira, Evandro (* 1979), portugiesischer Kommunikationswissenschaftler, Journalist, PR-Berater und Dichter
- Oliveira, Expedito Eduardo de (1910–1983), brasilianischer Geistlicher, römisch-katholischer Bischof von Patos
- Oliveira, Fabiana (* 1980), brasilianische Volleyballspielerin
- Oliveira, Fabiano (* 1987), brasilianischer Fußballspieler
- Oliveira, Fabião de (* 1966), osttimoresischer Politiker
- Oliveira, Felix Novo de (* 1978), deutscher Kameramann
- Oliveira, Fernanda (* 1980), brasilianische Seglerin
- Oliveira, Filipe (* 1984), portugiesischer Fußballspieler
- Oliveira, Flávia (* 1981), brasilianische Radrennfahrerin
- Oliveira, Flavia de (* 1983), brasilianisches Model
- Oliveira, Francisco Cota de (* 1969), brasilianischer Geistlicher und römisch-katholischer Bischof von Sete Lagoas
- Oliveira, Francisco Xavier de (1702–1783), portugiesischer Schriftsteller und Denker der Aufklärung
- Oliveira, Gabriel de (* 1998), deutsch-brasilianischer Basketballspieler
- Oliveira, Geraldo de (1919–1996), brasilianischer Drei-, Weit- und Hochspringer
- Oliveira, Giovanni Silva de (* 1972), brasilianischer FußballspielerGiovanni Silva de Oliveira (* 1972)

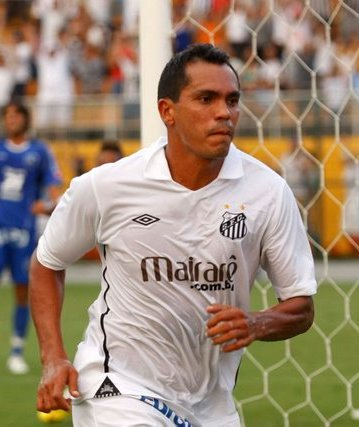
Giovanni Silva de Oliveira (* 1972)

- Oliveira, Gisele de (* 1980), brasilianische Dreispringerin
- Oliveira, Givanildo (* 1948), brasilianischer Fußballspieler und -trainer
- Oliveira, Gonçalo (* 1995), portugiesisch-venezolanischer Tennisspieler
- Oliveira, Guido de, osttimoresischer Offizier
- Oliveira, Haroldo de (1942–2003), brasilianischer Schauspieler
- Oliveira, Hélder (* 1983), portugiesischer Radrennfahrer
- Oliveira, Ingrid de (* 1996), brasilianische Wasserspringerin
- Oliveira, Ivo (* 1996), portugiesischer Radsportler
- Oliveira, Jailton Nunes de (* 1974), brasilianischer Fußballspieler
- Oliveira, Jair (* 1975), brasilianischer Sänger und Songwriter
- Oliveira, Jamary (1944–2020), brasilianischer Komponist
- Oliveira, Jean Lucas (* 1998), brasilianischer Fußballspieler
- Oliveira, Jesuinha de, osttimoresische Politikerin, Frauenrechtlerin und Unabhängigkeitsaktivistin
- Oliveira, João (* 1996), schweizerisch-portugiesischer Fußballspieler
- Oliveira, João Alfredo Correia de (1835–1919), brasilianischer Politiker, Premierminister
- Oliveira, João Batista de (* 1963), brasilianischer römisch-katholischer Ordensgeistlicher, Bischof von Corumbá
- Oliveira, João Carlos de (1954–1999), brasilianischer Leichtathlet
- Oliveira, João Marques de (1853–1927), portugiesischer Maler
- Oliveira, João Miguel Melo (* 1998), portugiesischer Fußballspieler
- Oliveira, João Paulo de (* 1981), brasilianischer Automobilrennfahrer
- Oliveira, Joaquim (1947–2025), portugiesischer Unternehmer
- Oliveira, Jocy de (* 1936), brasilianische Pianistin und Komponistin
- Oliveira, Jorge Marcos de (1915–1989), brasilianischer Geistlicher, Bischof von Santo André
- Oliveira, José Carlos de (* 1931), brasilianischer Ordensgeistlicher und Altbischof von Rubiataba-Mozarlândia
- Oliveira, José Carlos de (* 1951), portugiesischer Filmregisseur, Drehbuchautor, Filmproduzent und Kameramann
- Oliveira, José Edson Santana de (* 1952), brasilianischer Geistlicher, römisch-katholischer Bischof von Eunápolis
- Oliveira, José Ionilton Lisboa de (* 1962), brasilianischer römisch-katholischer Ordensgeistlicher, Prälat von Marajó
- Oliveira, José Luiz de (* 1904), brasilianischer Fußballspieler
- Oliveira, José Melo de (* 1946), brasilianischer Politiker
- Oliveira, José Ricardo dos Santos (* 1984), brasilianischer Fußballspieler
- Oliveira, Josiel Alves de (* 1988), brasilianischer Fußballspieler
- Oliveira, Juraci Gomes de (* 1956), brasilianischer Geistlicher, römisch-katholischer Bischof von Amargosa
- Oliveira, Kelvin Mateus de (* 1993), brasilianischer Fußballspieler
- Oliveira, Kywal de (* 1947), brasilianischer Diplomat
- Oliveira, Leandro de (1982–2021), brasilianischer Mittel- und Langstreckenläufer
- Oliveira, Leandro dos Santos (* 1986), brasilianischer Fußballspieler
- Oliveira, Lindomar Ferreira de (* 1977), brasilianischer Fußballspieler
- Oliveira, Luciano Siqueira de (* 1975), brasilianischer Fußballspieler
- Oliveira, Luís (* 1969), brasilianisch-belgischer Fußballspieler
- Oliveira, Luis Fernández (* 1980), spanischer Radrennfahrer
- Oliveira, Luís Geraldo Ximenes de (* 1975), osttimoresischer Unternehmer und Politiker
- Oliveira, Luís Mesquita de (1911–1983), brasilianischer Fußballspieler
- Oliveira, Luís Valente de (* 1937), portugiesischer Politiker
- Oliveira, Luiz Eduardo de (* 1944), brasilianischer Comiczeichner und -autor
- Oliveira, Luiz Sérgio Nóbrega de (* 1958), brasilianischer Politiker
- Oliveira, Luma de (* 1967), brasilianisches Model und Schauspielerin
- Oliveira, Lurdes (* 2004), portugiesische Sprinterin
- Oliveira, Mairon Natan Pereira Maciel (* 1991), brasilianischer Fußballspieler
- Oliveira, Manoel de (1908–2015), portugiesischer Filmregisseur und DrehbuchautorManoel de Oliveira (1908–2015)

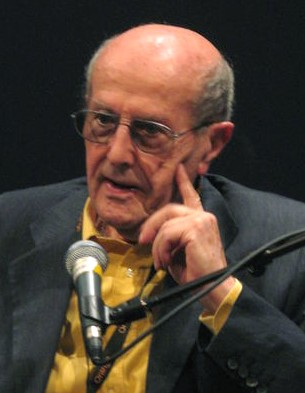
Manoel de Oliveira (1908–2015)

- Oliveira, Manuel de (1940–2017), portugiesischer Leichtathlet
- Oliveira, Manuel Lisboa de (1916–2002), brasilianischer Geistlicher, römisch-katholischer Bischof von Nazaré
- Oliveira, Marcelo (* 1955), brasilianischer Fußballspieler
- Oliveira, Marcus (* 1979), US-amerikanischer Schwergewichtsboxer
- Oliveira, Mateus Vicente de (1706–1786), portugiesischer Architekt
- Oliveira, Maurício de, brasilianischer Balletttänzer und Choreograph
- Oliveira, Miguel (* 1995), portugiesischer Motorradrennfahrer
- Oliveira, Miguel de (1947–2021), brasilianischer Boxer
- Oliveira, Nélson (* 1989), portugiesischer Straßenradrennfahrer
- Oliveira, Nélson (* 1991), portugiesischer Fußballspieler
- Oliveira, Nelson Antonio Tabajara de (* 1957), brasilianischer Botschafter
- Oliveira, Nelson Tabajara de (1904–1979), brasilianischer Diplomat
- Oliveira, Nestor Souto de (1900–1988), brasilianischer Diplomat
- Oliveira, Ney Fabiano de (* 1979), brasilianischer Fußballspieler
- Oliveira, Nicolas (* 2004), deutsch-spanischer FußballspielerNicolas Oliveira (* 2004)

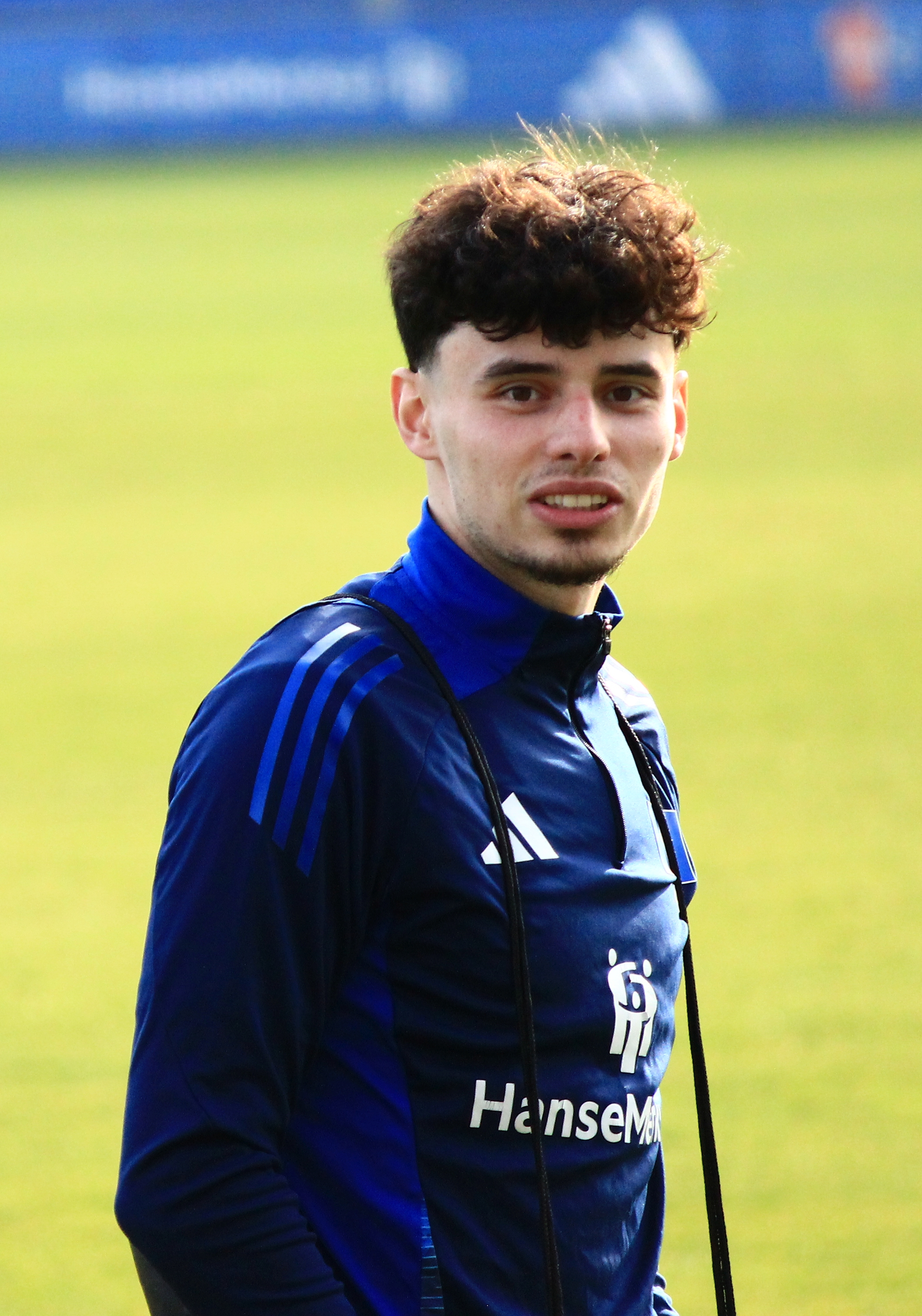
Nicolas Oliveira (* 2004)

- Oliveira, Nuno (1925–1989), portugiesischer Reitmeister und Autor
- Oliveira, Oscar de (1912–1997), brasilianischer Geistlicher, römisch-katholischer Erzbischof von Mariana
- Oliveira, Oswaldo de (* 1950), brasilianischer Fußballtrainer
- Oliveira, Pâmella (* 1987), brasilianische Triathletin
- Oliveira, Paulo (* 1992), portugiesischer Fußballspieler
- Oliveira, Paulo André de (* 1998), brasilianischer Sprinter
- Oliveira, Paulo Antonio de (* 1982), brasilianischer Fußballspieler
- Oliveira, Paulo Sérgio (* 1993), brasilianischer Leichtathlet
- Oliveira, Pedro de (* 1996), brasilianischer Leichtathlet
- Oliveira, Pedro Gonçalves (* 2002), brasilianischer Fußballspieler
- Oliveira, Pedro Luiz de (* 1992), brasilianischer Sprinter
- Oliveira, Pedro Paulo de (* 1977), brasilianischer Fußballtrainer
- Oliveira, Plinio Corrêa de (1908–1995), brasilianischer Publizist
- Oliveira, Rafael Luca (* 1987), Schweizer Schauspieler und Komiker
- Oliveira, Raphael de (* 1979), brasilianischer Sprinter
- Oliveira, Raul Régis de (1874–1942), brasilianischer Diplomat
- Oliveira, Reginaldo (* 1982), brasilianischer Tänzer und Choreograf
- Oliveira, Ricardo (* 1980), brasilianischer FußballspielerRicardo Oliveira (* 1980)

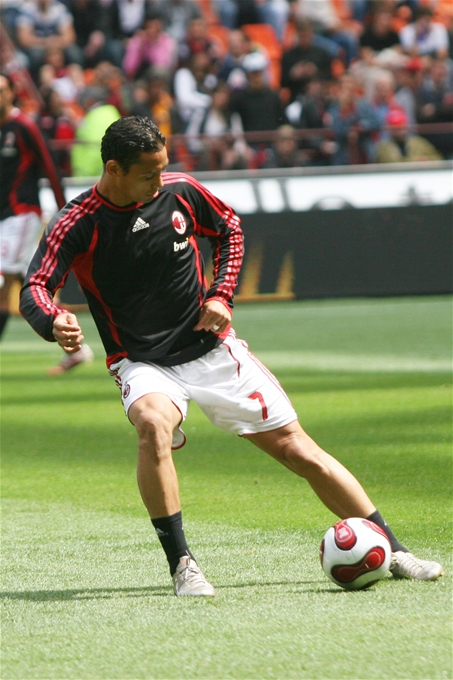
Ricardo Oliveira (* 1980)

- Oliveira, Ricardo Souza (* 2000), brasilianischer Fußballspieler
- Oliveira, Rodrigo de (* 1985), brasilianischer Fußballspieler
- Oliveira, Rodrigo Nunes de (* 1979), brasilianischer Fußballspieler
- Oliveira, Rodrigo Vasconcelos (* 1992), brasilianischer Fußballspieler
- Oliveira, Roldeney de (* 2000), são-toméischer Judoka
- Oliveira, Rosiska Darcy de (* 1944), brasilianische Journalistin, Schriftstellerin und Frauenrechtlerin
- Oliveira, Rui (* 1996), portugiesischer Radsportler
- Oliveira, Rychely Cantanhede de (* 1987), brasilianischer Fußballspieler
- Oliveira, Sérgio (* 1992), portugiesischer Fußballspieler
- Oliveira, Servilio de (* 1948), brasilianischer Boxer
- Oliveira, Silvio Carlos de (* 1985), brasilianisch-schweizerischer Fußballspieler
- Oliveira, Silvio Roberto de (* 1946), brasilianischer Schriftsteller
- Oliveira, Simone de (* 1938), portugiesische Sängerin und Schauspielerin
- Oliveira, Teresa (* 1987), portugiesische Fußballschiedsrichterin
- Oliveira, Thainara Feitosa de (* 2001), brasilianische Beachvolleyballspielerin
- Oliveira, Tomás Correia de (1956–2020), osttimoresischer Freiheitskämpfer und Beamter
- Oliveira, Valdinei Rocha de (* 1971), brasilianischer Fußballspieler
- Oliveira, Victor (* 1994), brasilianischer Fußballspieler
- Oliveira, Vilson Dias de (* 1958), brasilianischer Ordensgeistlicher, emeritierter römisch-katholischer Bischof von Limeira
- Oliveira, Vital Maria Conçalves de (1844–1878), brasilianischer Ordenspriester, Bischof von Olinda
- Oliveira, Walewska (1979–2023), brasilianische Volleyballspielerin
- Oliveira, Walter Henrique de (* 1968), brasilianischer Fußballspieler
- Oliveira, Wanderson de (* 1997), brasilianischer Boxer
- Oliveira, William Alves de (* 1991), brasilianischer Fußballspieler
- Oliveira, William Artur de (* 1982), brasilianischer Fußballspieler
- Oliveira, Willy (* 1938), brasilianischer Komponist
- Oliveira, Wilson de (* 1945), uruguayischer Jazzmusiker

##### Olivel
- Olivella, Ferran (1936–2023), spanischer Fußballspieler
- Olivelles, Felip († 1702), katalanischer katholischer Priester, Kirchenmusiker, Kapellmeister und Komponist
- Olivelli, Teresio (1916–1945), italienischer Soldat, Widerstandskämpfer gegen den Nationalsozialismus, Seliger der römisch-katholischen Kirche

##### Oliven
- Oliven, Fritz (1874–1956), deutscher Jurist und Autor humoristischer Vers- und Bühnentexte
- Oliven, Oskar (1870–1939), deutscher Elektrotechniker und Industrie-Manager
- Olivencia, Tommy (1938–2006), puerto-ricanischer Musiker
- Olivenzweig-Maler, minoischer Vasenmaler

##### Oliver
- Oliver (1945–2000), US-amerikanischer Popsänger
- Oliver Climent, Juan Tomás (* 1951), spanischer römisch-katholischer Ordensgeistlicher, Apostolischer Vikar von Requena
- Oliver Domingo, Victorio (* 1929), spanischer Geistlicher, Bischof von Orihuela-Alicante
- Oliver Hernández, José (* 1996), spanischer Handballspieler
- Oliver Steven J. (* 1952), US-amerikanischer Schauspieler, Synchronsprecher und Sänger
- Oliver von Ancona, Heiliger der katholischen und orthodoxen Kirche
- Oliver, Andrew (1815–1889), US-amerikanischer Jurist und Politiker
- Oliver, Andrew (* 1936), US-amerikanischer Klassischer Archäologe
- Oliver, Anton (* 1975), neuseeländischer Rugbyspieler
- Oliver, Barret (* 1973), US-amerikanischer Filmschauspieler und Fotograf
- Oliver, Bernard M. (1916–1995), US-amerikanischer Wissenschaftler
- Oliver, Bill (* 1948), englischer Snookerspieler und Billardfunktionär
- Oliver, Branden (* 1991), US-amerikanischer Footballspieler
- Oliver, Brian (1929–2015), australischer Leichtathlet
- Oliver, Brian (* 1971), US-amerikanischer Filmproduzent
- Oliver, Carl (* 1969), bahamaischer Sprinter
- Oliver, Célestin (1930–2011), französischer Fußballspieler und -trainer
- Oliver, Chad (1928–1993), US-amerikanischer Science-Fiction- und Western-Schriftsteller
- Oliver, Charles (1907–1983), irischer Schauspieler in Film und Theater
- Oliver, Chris (* 1985), US-amerikanischer Basketballspieler
- Oliver, Chris (* 1989), US-amerikanischer Pokerspieler
- Oliver, Christian (1972–2024), deutscher SchauspielerChristian Oliver (1972–2024)

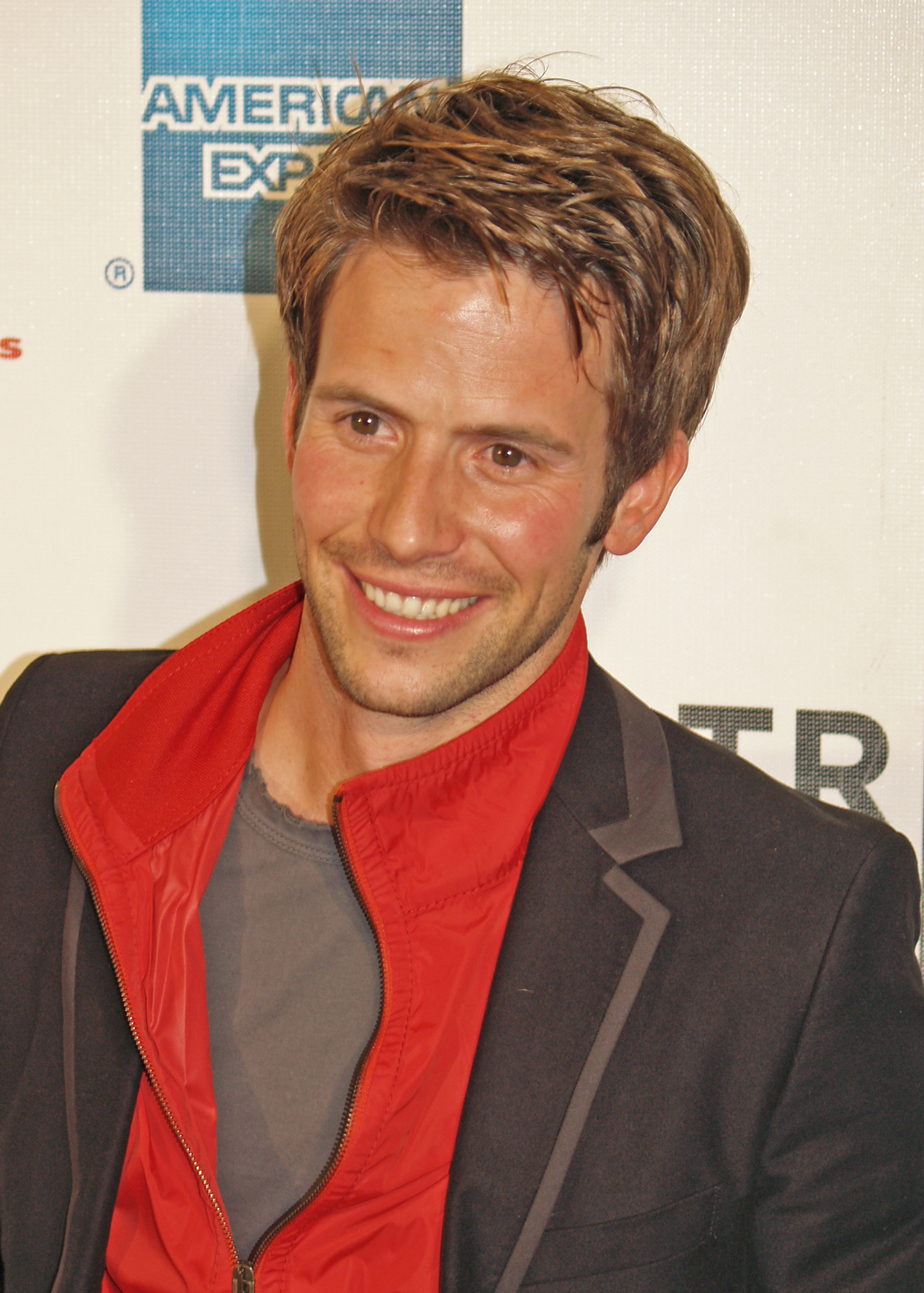
Christian Oliver (1972–2024)

- Oliver, Covey T. (1913–2007), US-amerikanischer Rechtswissenschaftler, Hochschullehrer und Diplomat, Botschafter in Kolumbien sowie Assistant Secretary of State
- Oliver, Dan, australischer Spezialeffektkünstler
- Oliver, Daniel (1830–1916), englischer Botaniker
- Oliver, Daniel C. (1865–1924), US-amerikanischer Politiker
- Oliver, David (1880–1947), österreichisch-deutscher Filmproduzent der Stummfilmzeit
- Oliver, David (1962–1992), US-amerikanischer Film- und Theaterschauspieler
- Oliver, David (* 1982), US-amerikanischer Hürdenläufer
- Oliver, Diane (1943–1966), US-amerikanische Schriftstellerin
- Oliver, Ed (* 1997), US-amerikanischer American-Football-Spieler
- Oliver, Edna May (1883–1942), US-amerikanische Film- und Theaterschauspielerin
- Oliver, Enrique (* 1985), spanischer Jazzmusiker (Saxophone, Komposition)
- Oliver, Eric (1911–1980), britischer Motorradrennfahrer
- Oliver, Frank (1853–1933), kanadischer Politiker (Liberale Partei Kanada)
- Oliver, Frank (1883–1968), US-amerikanischer Jurist und Politiker
- Oliver, Frank (1948–2014), neuseeländischer Rugby-Union-Spieler und -Trainer
- Oliver, Garrett (* 1962), US-amerikanischer Brauer und Autor
- Oliver, Gary (* 1995), schottischer Fußballspieler
- Oliver, George (1841–1915), britischer Mediziner
- Oliver, George (1883–1965), US-amerikanischer Golfer
- Oliver, George T. (1848–1919), US-amerikanischer Politiker

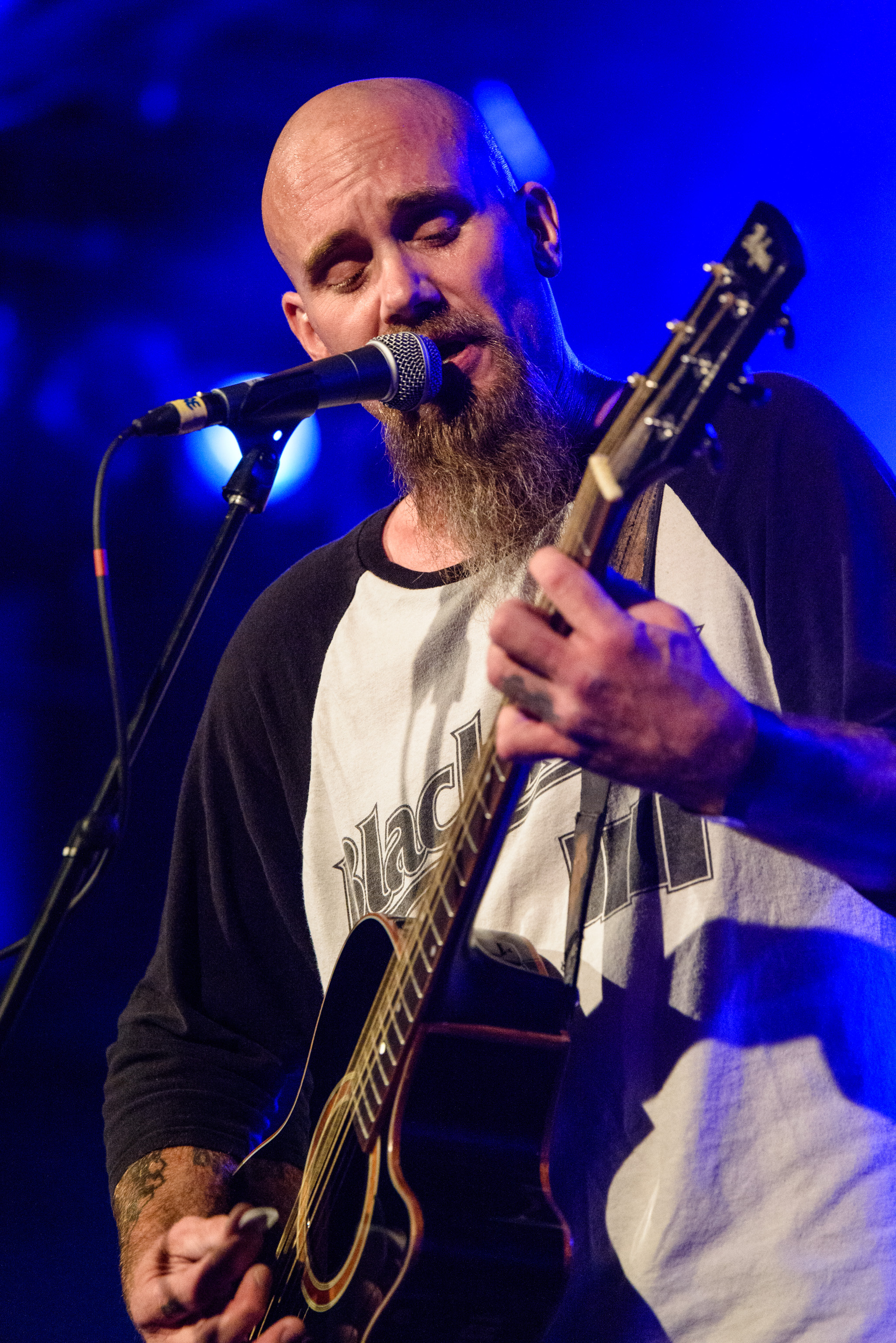
Nick Oliveri (* 1971)

- Oliver, Graydon (* 1978), US-amerikanischer Tennisspieler
- Oliver, Harry (1888–1973), US-amerikanischer Art Director, Szenenbildner, Architekt und Designer
- Oliver, Harry (1898–1985), kanadischer Eishockeyspieler
- Oliver, Henry (1865–1965), britischer Admiral of the Fleet
- Oliver, Isaak († 1617), englischer Maler
- Oliver, Isaiah (* 1996), US-amerikanischer American-Football-Spieler
- Oliver, Jack (1923–2011), US-amerikanischer Geophysiker
- Oliver, Jackie (* 1942), britischer Formel-1-Rennfahrer und -Teamchef
- Oliver, James A. (1914–1981), US-amerikanischer Herpetologe, Museumsdirektor, Zoodirektor und Autor
- Oliver, James C. (1895–1986), US-amerikanischer Politiker
- Oliver, James Edward (1829–1895), US-amerikanischer Mathematiker
- Oliver, James Harrison (1857–1928), US-amerikanischer Marineoffizier
- Oliver, James Henry (1905–1981), US-amerikanischer Althistoriker und Epigraphiker
- Oliver, Jamie (* 1975), britischer Fernsehkoch und KochbuchautorJamie Oliver (* 1975)

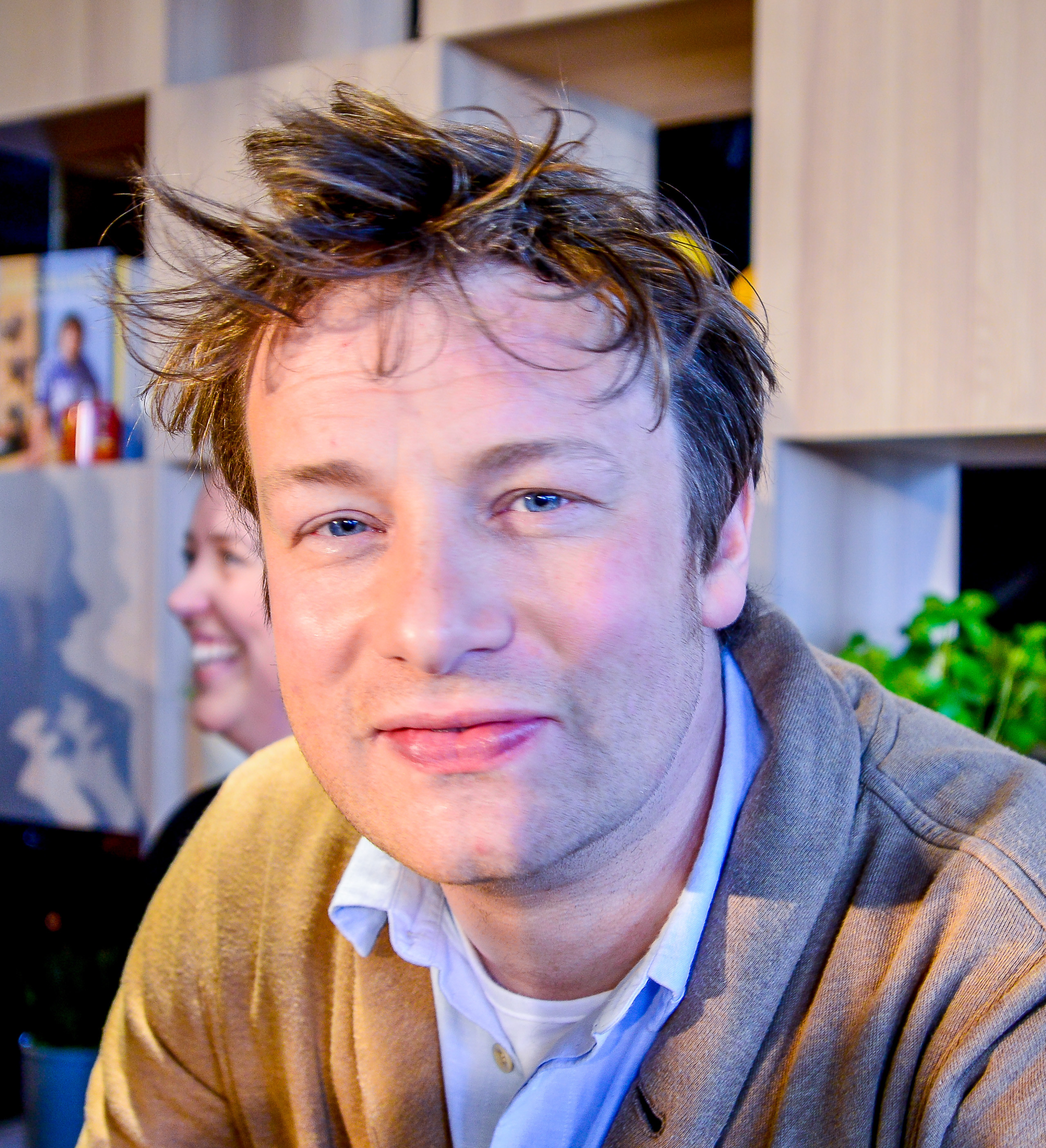
Jamie Oliver (* 1975)

- Oliver, Javianne (* 1994), US-amerikanische Sprinterin
- Oliver, Jay (1942–1993), US-amerikanischer Jazzbassist
- Oliver, Joe (* 1940), kanadischer Politiker
- Oliver, Joe King (1885–1938), US-amerikanischer Kornettist
- Oliver, John (1856–1927), kanadischer Politiker
- Oliver, John (* 1935), britischer anglikanischer Theologe; Bischof von Hereford
- Oliver, John (* 1959), kanadischer Komponist
- Oliver, John (* 1977), britischer Moderator, Komiker und Schauspieler
- Oliver, José F. A. (* 1961), deutscher Schriftsteller und ÜbersetzerJosé F. A. Oliver (* 1961)

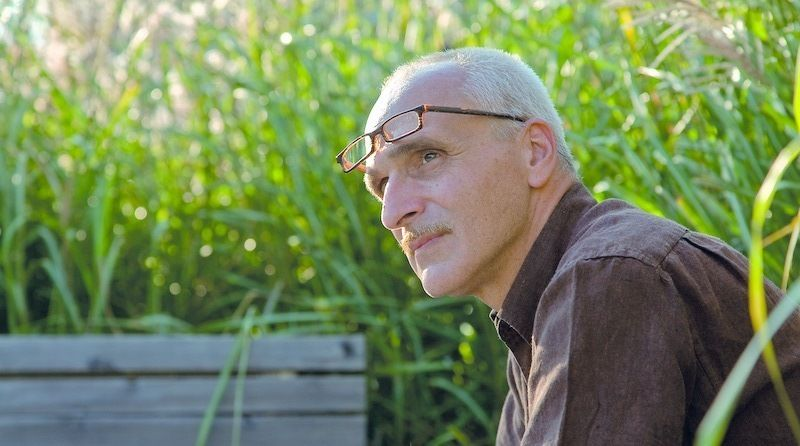
José F. A. Oliver (* 1961)

- Oliver, Josefina (1875–1956), argentinische Fotografin, bildende Künstlerin und Tagebuchschreiberin
- Oliver, Joseph (1852–1922), kanadischer Politiker, Bürgermeister von Toronto
- Oliver, Judith H., US-amerikanische Kunsthistorikerin
- Oliver, Keith (* 1941), australischer Radrennfahrer
- Oliver, Lauren (* 1982), US-amerikanische Jugendbuchautorin
- Oliver, Lucy (* 1988), neuseeländische Langstreckenläuferin
- Oliver, Margaret, englische Kriminalbeamtin und Whistleblowerin
- Oliver, Martín (* 1991), uruguayischer Triathlet
- Oliver, Mary (1935–2019), US-amerikanische Dichterin, Schriftstellerin und Pulitzer-Preisträgerin
- Oliver, Mary (* 1956), US-amerikanische Geigerin
- Oliver, Melanie, neuseeländische Filmeditorin
- Oliver, Michael (* 1981), US-amerikanischer Schauspieler
- Oliver, Michael (* 1985), britischer Fußballschiedsrichter
- Oliver, Mordecai (1819–1898), US-amerikanischer Politiker
- Oliver, Murray (1937–2014), kanadischer Eishockeyspieler, -trainer und -scout
- Oliver, Nancy (* 1955), US-amerikanische Drehbuchautorin
- Oliver, Nicole (* 1970), kanadische Synchronsprecherin und Schauspielerin
- Oliver, Nuria (* 1970), spanische Informatikerin
- Oliver, Paul (1927–2017), britischer Architekturhistoriker und Blues-Forscher
- Oliver, Percy (1919–2011), australischer Schwimmer
- Oliver, Peter, Baron Oliver of Aylmerton (1921–2007), britischer Jurist
- Oliver, Raymond (1909–1990), französischer Koch und Autor von gastronomischen Büchern
- Oliver, Reinaldo (1932–2015), puerto-ricanischer Speerwerfer und Zehnkämpfer
- Oliver, Revilo Pendleton (1908–1994), US-amerikanischer Klassischer Philologe und Romanist
- Oliver, Robert (* 1950), neuseeländischer Radrennfahrer
- Oliver, Robert W. (* 1960), US-amerikanischer römisch-katholischer Geistlicher, Kirchrechtler
- Oliver, Roland Anthony (1923–2014), britischer Historiker für Afrikanische Geschichte
- Oliver, Ron (* 1967), kanadischer Regisseur, Drehbuchautor und Produzent
- Oliver, S. Addison (1833–1912), US-amerikanischer Politiker
- Oliver, Susan (1932–1990), US-amerikanische Filmschauspielerin, Filmregisseurin und PilotinSusan Oliver (1932–1990)

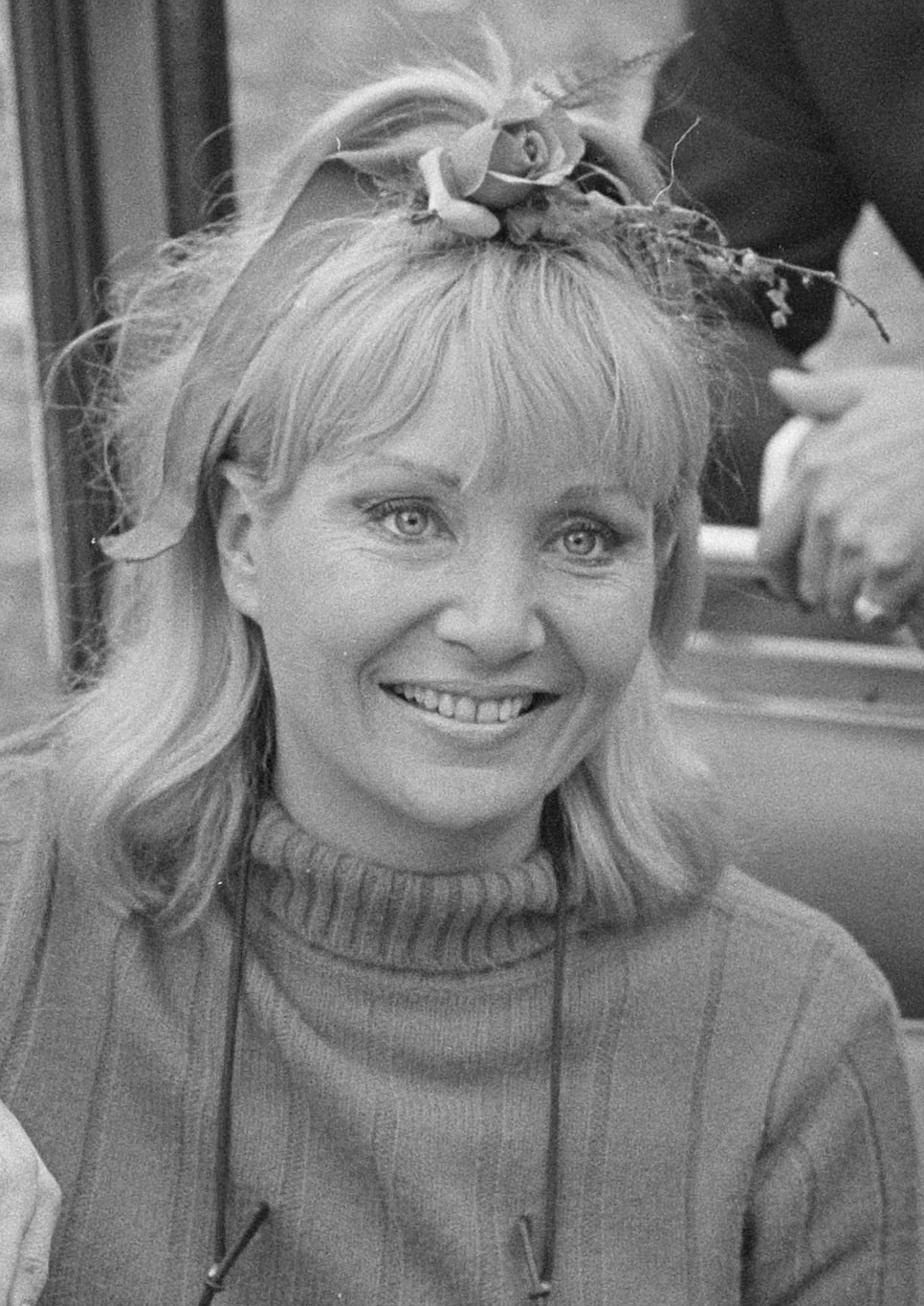
Susan Oliver (1932–1990)

- Oliver, Sy (1910–1988), US-amerikanischer Jazztrompeter, Arrangeur, Komponist, Sänger und Bandleader
- Oliver, Tristan, US-amerikanischer Kameramann
- Oliver, Vaughan (1957–2019), britischer Grafikdesigner
- Oliver, Vic (1898–1964), österreichisch-britischer Komiker und Schauspieler
- Oliver, Walter Reginald Brook (1883–1957), neuseeländischer Botaniker und Ornithologe
- Oliver, William (1901–1981), britischer Offizier, Generalleutnant des Heeres
- Oliver, William A. (1926–2005), US-amerikanischer Paläontologe und Geologe
- Oliver, William Bacon (1867–1948), US-amerikanischer Rechtsanwalt, Richter und Politiker
- Oliver, William M. (1792–1863), US-amerikanischer Rechtsanwalt und Politiker
- Olivera Lazarević, Tochter des serbischen Fürsten Lazar und seiner Frau Milica
- Olivera, Agustín (* 1992), uruguayischer Fußballspieler
- Olivera, Ana (* 1953), uruguayische Politikerin
- Olivera, Bernardo (* 1943), argentinischer römisch-katholischer Geistlicher, Trappist, Abt und Generalabt
- Olivera, Bryan (* 1994), uruguayischer Fußballspieler
- Olivera, César (* 1964), uruguayischer Fußballspieler und -trainer
- Olivera, Cipriano (1894–1985), uruguayischer Politiker
- Olivera, Érika (* 1976), chilenische Langstreckenläuferin
- Olivera, Fernando (* 1958), peruanischer Politiker
- Olivera, Héctor (* 1931), argentinischer Filmregisseur und -produzent sowie Drehbuchautor
- Olivera, Juan Manuel (* 1981), uruguayischer Fußballspieler
- Olivera, Lucas De (* 1996), uruguayischer Fußballspieler
- Olivera, Mathías (* 1997), uruguayischer Fußballspieler
- Olivera, Maximiliano (* 1992), uruguayischer Fußballspieler
- Olivera, Michael (* 1986), kubanischer Jazzmusiker (Schlagzeug, Komposition)
- Olivera, Miguel, uruguayischer Fußballspieler
- Olivera, Nicolás (* 1978), uruguayischer Fußballspieler
- Olivera, Nicolás (* 1993), uruguayischer Fußballspieler
- Olivera, Oscar (* 1955), bolivianischer Gewerkschaftsführer, Menschenrechts- und Umweltschutzaktivist
- Olivera, Pablo (* 1987), uruguayischer Fußballspieler
- Olivera, Ricardo (1886–1949), argentinischer Botschafter
- Olivera, Rodrigo de (* 1994), uruguayischer Fußballspieler
- Olivera, Rubén (* 1983), uruguayischer Fußballspieler
- Olivera, Santiago (* 1959), argentinischer Geistlicher, Bischof von Cruz del Eje
- Olivera, Silvana (* 1984), argentinische Volleyballspielerin
- Olivera, Vicente (* 1988), uruguayischer Fußballspieler
- Olivera, Walter, uruguayischer Fußballspieler
- Olivera, Washington (* 1954), uruguayischer Fußballspieler und Trainer
- Oliveras i Vayreda, Marià (1924–1997), katalanischer Maler
- Oliveras, Marc (* 1991), andorranischer Skirennläufer
- Oliveras, Ramón (* 1988), Schweizer Jazzmusiker (Schlagzeug, Komposition)
- Oliveri, Mario (* 1944), italienischer Geistlicher, emeritierter römisch-katholischer Bischof von Albenga-Imperia
- Oliveri, Matteo (* 2002), italienischer Stabhochspringer
- Oliveri, Michele (* 1956), italienischer Schauspieler, Produzent, Autor und Regisseur
- Oliveri, Nick (* 1971), US-amerikanischer MusikerNick Oliveri (* 1971)
- Oliveri, Robert (* 1978), US-amerikanischer Filmschauspieler
- Oliverio, Donato (* 1956), italienischer Geistlicher, Bischof von Lungro
- Oliverio, Gaspare (1887–1956), italienischer Archäologe
- Oliverio, Maria (* 1841), kalabrische Brigantin
- Olivero, Betty (* 1954), israelische Komponistin
- Olivero, Chris (* 1984), US-amerikanischer Schauspieler
- Olivero, Derio (* 1961), italienischer Geistlicher, römisch-katholischer Bischof von Pinerolo
- Olivero, Jayce (* 1998), gibraltarischer Fußballspieler
- Olivero, Magda (1910–2014), italienische Sängerin (Sopran)
- Oliveros, Agustín (* 1998), uruguayisch-spanischer Fußballspieler
- Oliveros, José Francisco (1946–2018), philippinischer Geistlicher und römisch-katholischer Bischof von Malolos
- Oliveros, Pauline (1932–2016), US-amerikanische KomponistinPauline Oliveros (1932–2016)

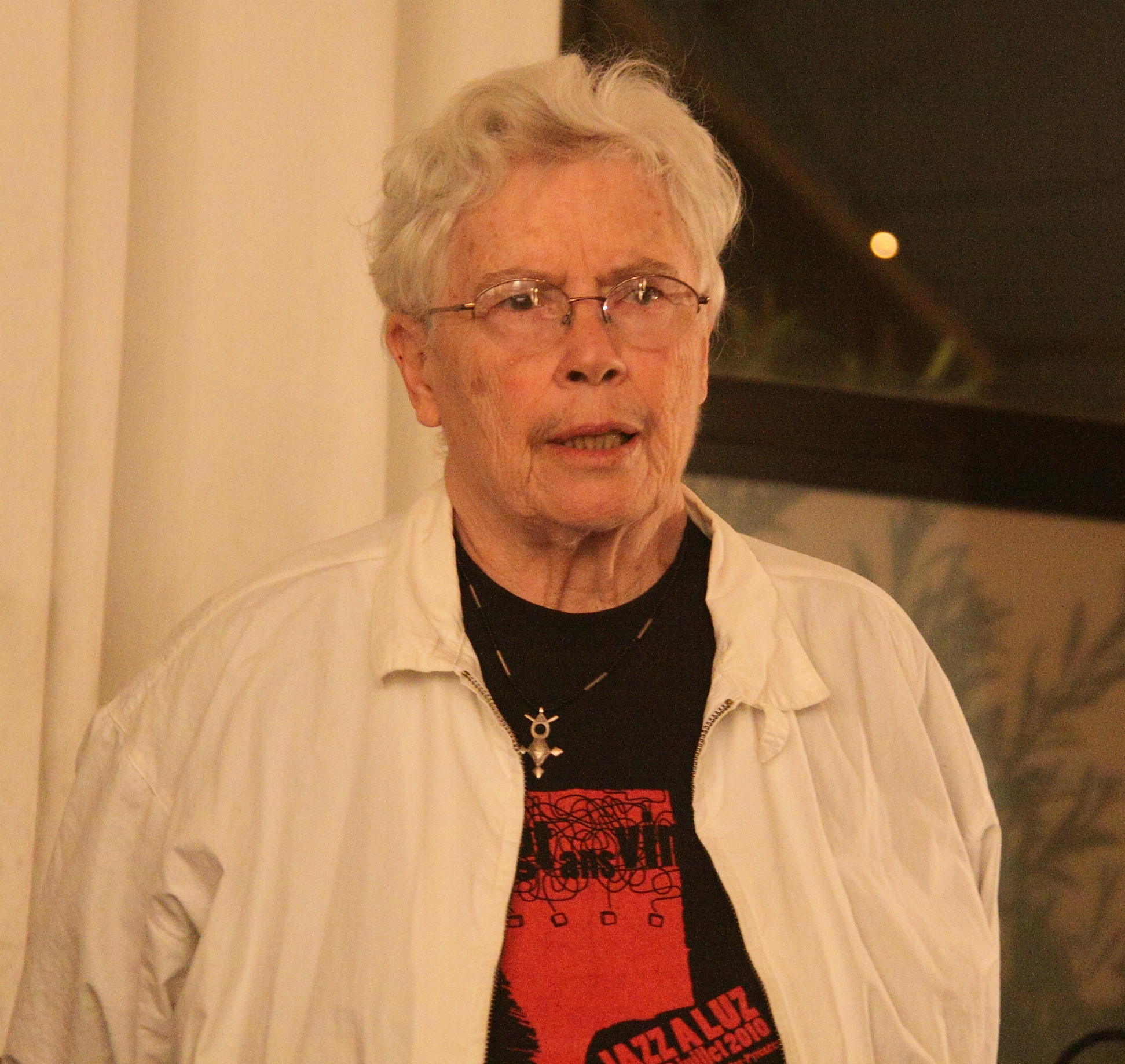
Pauline Oliveros (1932–2016)

- Oliveros, Princesa (* 1975), kolumbianische Hürdenläuferin
- Oliveros-Belardo, Luz (1906–1999), philippinische Chemikerin und Hochschullehrerin
- Oliverotto da Fermo (1475–1503), italienischer Condottiere

##### Olives
- Olivesi, Leïla (* 1978), französische Jazzmusikerin (Piano, Komposition) und Jazzforscherin
- Olivestedt, Åke (1924–1998), schwedischer Radrennfahrer

##### Olivet
- Olivet i Legares, Josep (1887–1956), katalanischer Maler
- Olivet, Alfred (1863–1942), Schweizer Architekt
- Olivet, Pierre-Joseph Thoulier d’ (1682–1768), französischer römisch-katholischer Geistlicher, Literat, Grammatiker, Übersetzer, Lexikograf, Romanist und Mitglied der Académie française
- Olivétan, Pierre-Robert († 1538), französischer evangelischer Theologe, Lehrer und Bibelübersetzer der Genfer Bibel
- Oliveto, Karen (* 1958), US-amerikanische Bischöfin der Evangelisch-methodistischen Kirche
- Olivetti, Adriano (1901–1960), italienischer Unternehmer, Ingenieur und Politiker
- Olivetti, Albano (* 1991), französischer Tennisspieler
- Olivetti, Camillo (1868–1943), italienischer Ingenieur und Firmengründer

#### Olivi
- Olivi, Giuseppe (1769–1795), italienischer Naturforscher
- Olivi, Samuele (* 1980), italienischer Fußballspieler
- Olivia, Marie-Claire (1931–2023), schweizerische Filmschauspielerin
- Olivicciani, Vincenzo (1647–1726), italienischer Opernsänger
- Olivier de Châtillon († 1433), Graf von Penthièvre, Vizegraf von Limoges, Herr von Avesnes und Landrecies
- Olivier de la Marche (1425–1502), Schriftsteller und Generalmünzmeister von Geldern
- Olivier de Puymanel, Victor (1768–1799), französischer Abenteurer und Festungsbaumeister in Vietnam
- Olivier de Termes († 1274), okzitanischer Ritter, Faydit und Kreuzfahrer
- Olivier IV. von Rougé († 1304), Herr von Rougé, Derval, La Chappelle-Glain, Le Bouays und Le Theil
- Olivier, Abelardo (1877–1951), italienischer Fechter und Olympiasieger
- Olivier, André (* 1989), südafrikanischer Mittelstreckenläufer
- Olivier, Cabous (* 1998), namibischer Bowlsspieler
- Olivier, Carlos (1952–2007), venezolanischer Fernsehschauspieler und Chirurg
- Olivier, Caroline (1803–1879), Schweizer Autorin
- Olivier, Caroline (* 1971), kanadische Freestyle-Skierin
- Olivier, Charles Pollard (1884–1975), US-amerikanischer Astronom
- Olivier, Charlotte (1864–1945), russisch-schweizerische Ärztin
- Olivier, Christiane (1932–2021), französische Psychoanalytikerin und Buchautorin
- Olivier, Christiane (* 1976), deutsche Schauspielerin und Komikerin mit belgischen Wurzeln
- Olivier, Christopher (* 2006), österreichisch-südafrikanischer Fußballspieler
- Olivier, Daan (* 1992), niederländischer Straßenradrennfahrer
- Olivier, Ethan (* 2005), neuseeländischer Dreispringer
- Olivier, Eugène (1881–1964), französischer Fechter, Mediziner und Universitätsprofessor
- Olivier, Ferdinand Johann von (1785–1841), deutscher Maler und Grafiker
- Olivier, Fernande (1881–1966), Lebensgefährtin und Modell Picassos (1905–1912)Fernande Olivier (1881–1966)

Fernande Olivier (1881–1966)

- Olivier, Franck (1948–2021), belgischer Schlagersänger und Komponist
- Olivier, Friedrich von (1791–1859), deutscher Maler
- Olivier, Géraldine (* 1967), Schweizer Sängerin
- Olivier, Gonzague (1921–2013), französischer Autorennfahrer und Bootsbauer
- Olivier, Guillaume-Antoine (1756–1814), französischer Arzt und Zoologe
- Olivier, Heinrich (1783–1848), deutscher Maler
- Olivier, Herbert Arnould (1861–1952), englischer Porträt- und Landschaftsmaler
- Olivier, Isabelle (* 1964), französische Jazzmusikerin (Harfe, Komposition)
- Olivier, Jean-Baptiste (1765–1813), französischer Divisionsgeneral der Kavallerie
- Olivier, Jean-Claude (1945–2013), französischer Motorradrennfahrer
- Olivier, Jean-Jacques (1877–1954), französischer Schriftsteller
- Olivier, Jean-Michel (* 1952), Schweizer Schriftsteller und Literaturkritiker
- Olivier, Jean-Pierre (1939–2020), belgischer Altphilologe und Mykenologe
- Olivier, Jeanne (1764–1787), französische Schauspielerin
- Olivier, Joey, Bürgermeisterin in Südwestafrika
- Olivier, Joseph (1874–1901), französischer Rugbyspieler
- Olivier, Juste (1807–1876), Schweizer Dichter, Schriftsteller und Historiker
- Olivier, Laurence (1907–1989), britischer Schauspieler, Regisseur, Produzent und TheaterleiterLaurence Olivier (1907–1989)

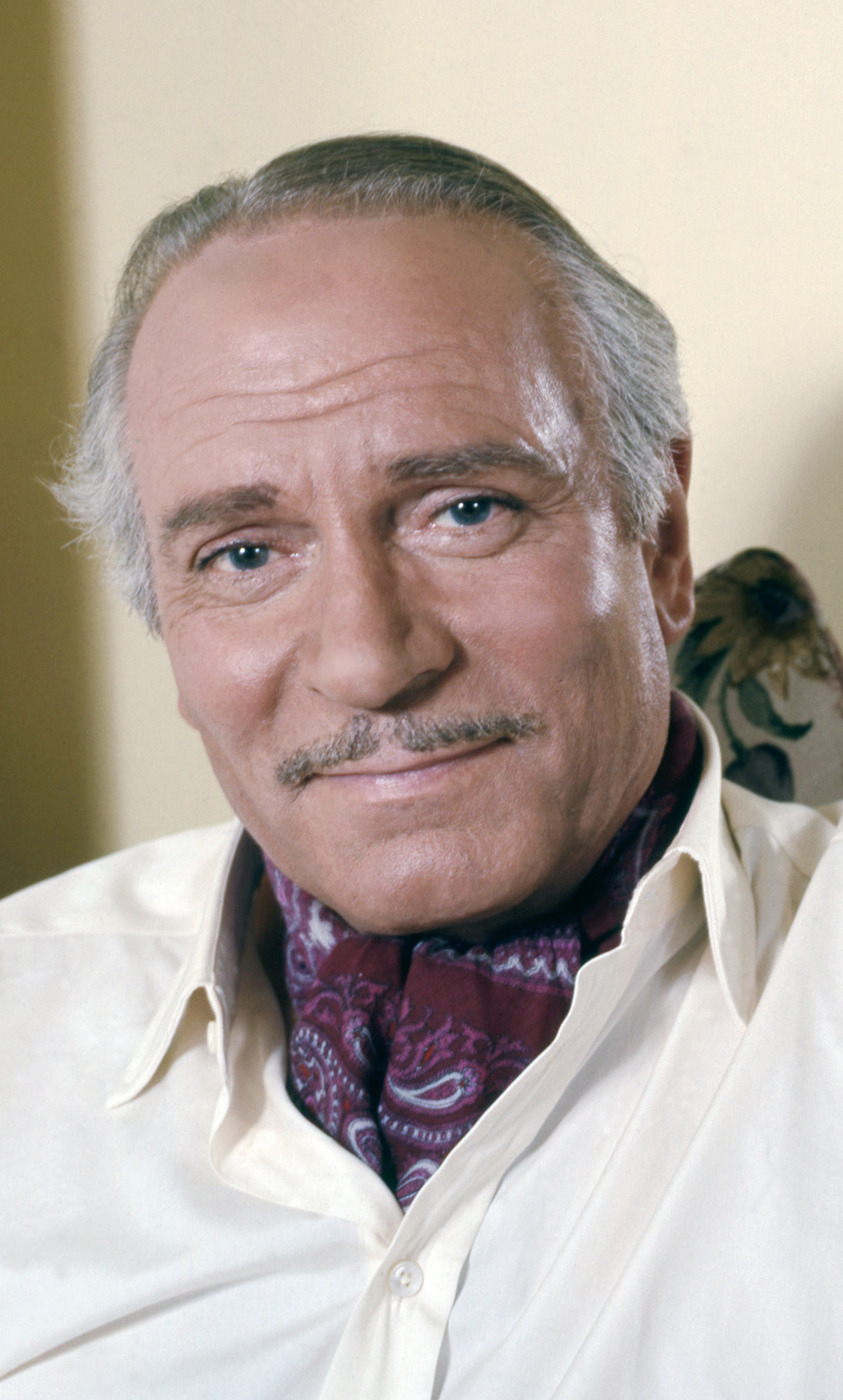
Laurence Olivier (1907–1989)

- Olivier, Leonard James (1923–2014), US-amerikanischer Ordensgeistlicher, Weihbischof in Washington
- Olivier, Ludwig Heinrich Ferdinand (1759–1815), deutscher Pädagoge Schweizer Herkunft
- Olivier, Maud (* 1953), französische Politikerin
- Olivier, Philip (* 1980), britischer Schauspieler
- Olivier, Philippe (* 1961), französischer Politiker
- Olivier, Richard (* 1961), englischer Regisseur, Drehbuchautor und Schauspieler
- Olivier, Sydney, 1. Baron Olivier (1859–1943), britischer Politiker und Kolonialadministrator
- Olivier, Théodore (1793–1853), französischer Mathematiker
- Olivier, Thomas († 1227), deutscher Kardinal der Katholischen Kirche
- Olivier, Victoria (* 2004), österreichische Skirennläuferin
- Olivier, Welrè (* 2002), neuseeländischer Dreispringer
- Olivier, Yves (* 1974), belgischer Rennfahrer und Fußballfunktionär
- Olivier-Coupeau, Françoise (1959–2011), französische Politikerin (PS), Mitglied der Nationalversammlung
- Olivier-Razali, Séraphin (1538–1609), italienischer Kardinal und Titularerzbischof
- Olivieri, Aldo (1910–2001), italienischer Fußballspieler und -trainer
- Olivieri, Alessandro (1872–1950), italienischer Klassischer Philologe und Papyrologe
- Olivieri, Chiara (* 1979), italienische Curlerin
- Olivieri, Claudio (1934–2019), italienischer Maler
- Olivieri, Dante (1877–1964), italienischer Philologe und Dialektologe
- Olivieri, Dawn (* 1981), US-amerikanische SchauspielerinDawn Olivieri (* 1981)

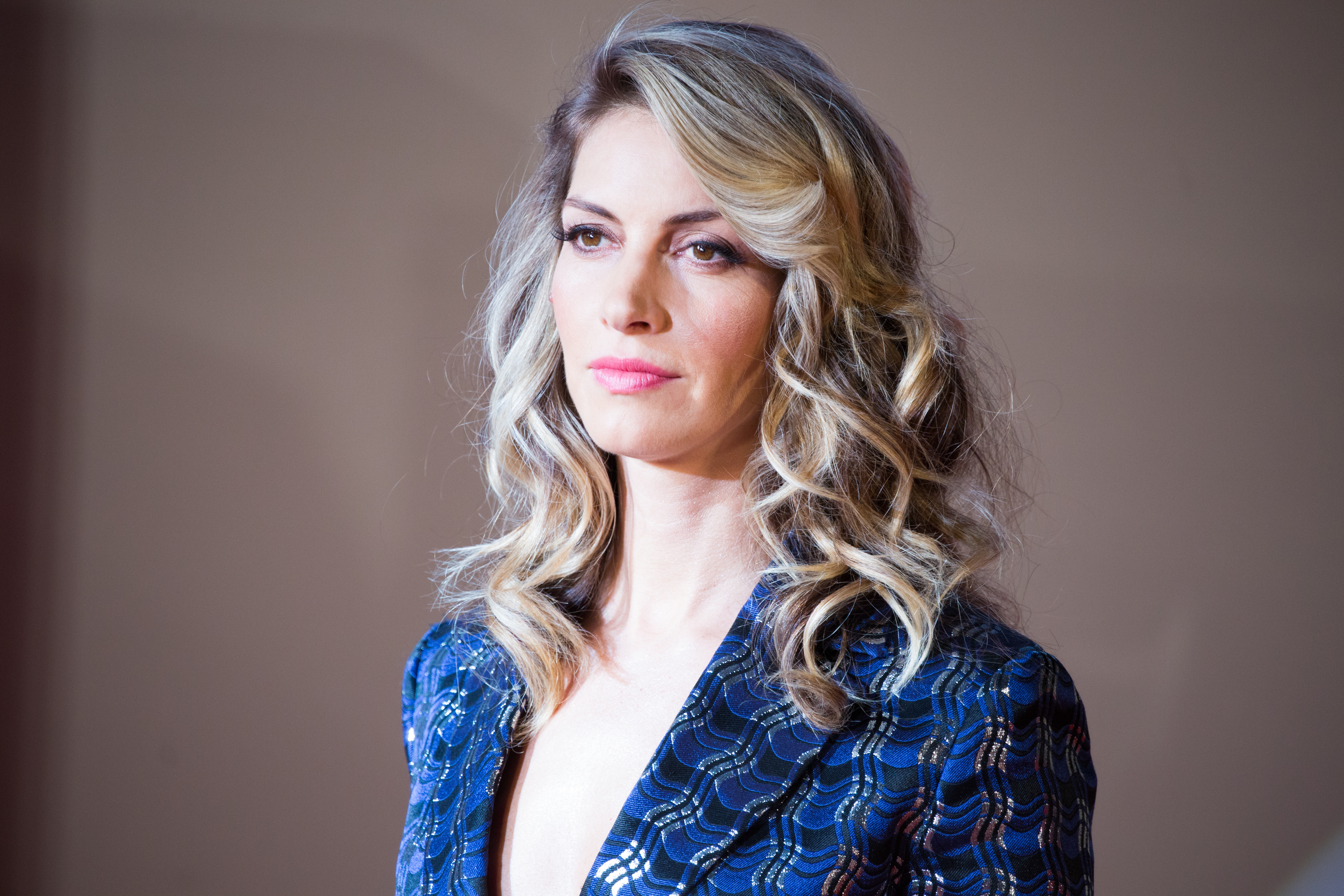
Dawn Olivieri (* 1981)

- Olivieri, Fabio (1658–1738), italienischer Kardinal der Römischen Kirche
- Olivieri, Genaro Alberto (* 1998), argentinischer Tennisspieler
- Olivieri, Linda (* 1998), italienische Hürdenläuferin
- Olivieri, Luca (* 1962), italienischer Gitarrist und Sänger
- Olivieri, Maurizio Benedetto (1769–1845), italienischer Dominikaner
- Olivieri, Renato (1925–2013), italienischer Journalist und Krimiautor
- Olivieri, Vanna (1924–2010), französische Schlagersängerin und Schauspielerin
- Oliviero, Elisabetta (* 1997), italienische Fußballspielerin
- Oliviero, Etienne (* 2006), französischer Bahnradsportler
- Oliviero, Nino (1918–1980), italienischer Komponist

#### Olivo
- Olivo, America (* 1978), US-amerikanische Schauspielerin und MusikerinAmerica Olivo (* 1978)

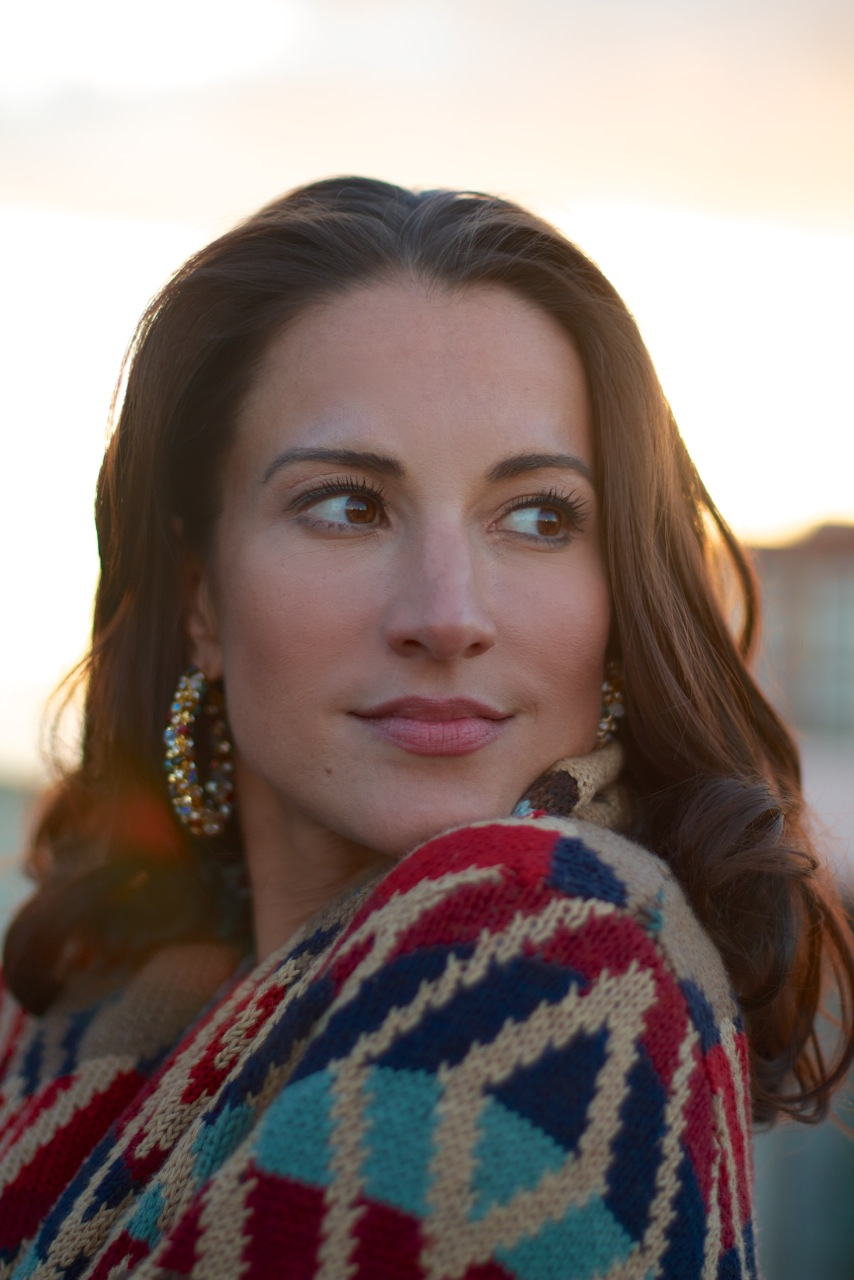
America Olivo (* 1978)

- Olivo, Joey (* 1958), US-amerikanischer Boxer im Halbfliegengewicht
- Olivo, Karen (* 1976), US-amerikanische Musicaldarstellerin und Schauspielerin
- Olivo, Renzo (* 1992), argentinischer Tennisspieler
- Olivor, Jane (* 1947), US-amerikanische Pop-Sängerin
- Olivos, Alfredo (1924–1983), chilenischer Fußballspieler
- Olivotti, Giuseppe (1905–1974), italienischer Geistlicher, römisch-katholischer Weihbischof in Venedig
- Olivová, Věra (1926–2015), tschechische Sporthistorikerin, Kulturhistorikerin und Historikerin

### Oliw
- Oliwa, Gottfried, deutscher Basketballspieler
- Oliwa, Krzysztof (* 1973), polnischer Eishockeyspieler

### Oliz
- Olizar, Gustaw (1798–1865), Adelsmarschall von Kiew, Schriftsteller und Eigentümer der Ortschaft Korestyszow Wolhynien
- Olizar, Narcyz (1794–1862), Senator-Kastell des polnischen Königreichs, Mitglied des Sejm